# 歌舞伎

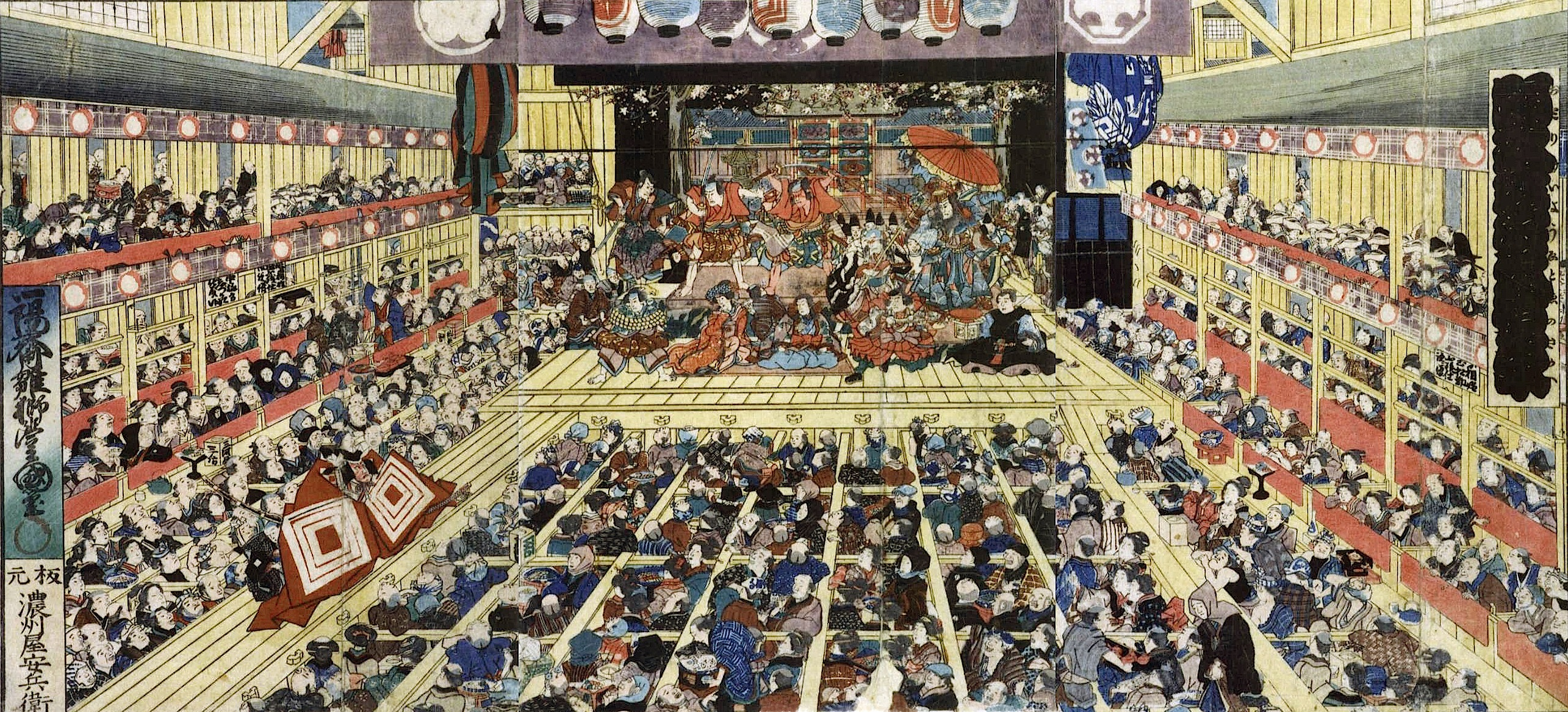
安政年間の市村座
----
2代目歌川豊国 画『踊形容江戸繪榮』大判錦絵三枚続物。安政5年（1858年）7月江戸・市村座上演の『暫』を描いたもの。

歌舞伎（かぶき）は、日本の演劇で、伝統芸能の一つ。1603年（慶長8年）に京都で出雲阿国が始めたややこ踊り、かぶき踊り（踊念仏）が始まりで、江戸時代に形成されたものである。
日本の重要無形文化財に1965年（昭和40年）4月20日に指定され、2005年（平成17年）にはユネスコにおいて傑作宣言され、2009年（平成21年）9月に無形文化遺産の代表一覧表に記載された。

## 語源
歌舞伎という名称の由来は、「傾く（かたむく）」の古語にあたる「傾く（かぶく）」の連用形を名詞化した「かぶき」だと言われている。戦国時代の終わりから江戸時代初頭にかけて京で流行した、派手な衣装や一風変わった異形を好んだり、常軌を逸脱した行動に走ることを指した語で、特にそうした者たちのことを「かぶき者」とも言った。
そうした「かぶき者」の斬新な動きや派手な装いを取り入れた独特な「かぶき踊り」が慶長年間（1596年 - 1615年）に京で一世を風靡し、これが今日に連なる伝統芸能「かぶき」の語源となっている。
「かぶき踊り」は主に女性が踊っていたことから、「歌舞する女」の意味で「歌舞姫」「歌舞妃」「歌舞妓」などの表記が用いられたが、江戸を通じて主に用いられたのは「歌舞妓」であった。現在用いられる「歌舞伎」の表記も江戸時代に使われないことはなかったが、一般化したのは近代になってからである。女歌舞伎から若衆歌舞伎、野郎歌舞伎と風俗紊乱を理由とした規制により変化していった。
なお、江戸時代には「歌舞伎」という名称は俗称であり、公的には「狂言」もしくは「狂言芝居」と呼ばれていた。また能もその一つである。
「歌舞伎」「歌舞伎座」の商標は松竹が取得している。

## 歴史

### 草創期

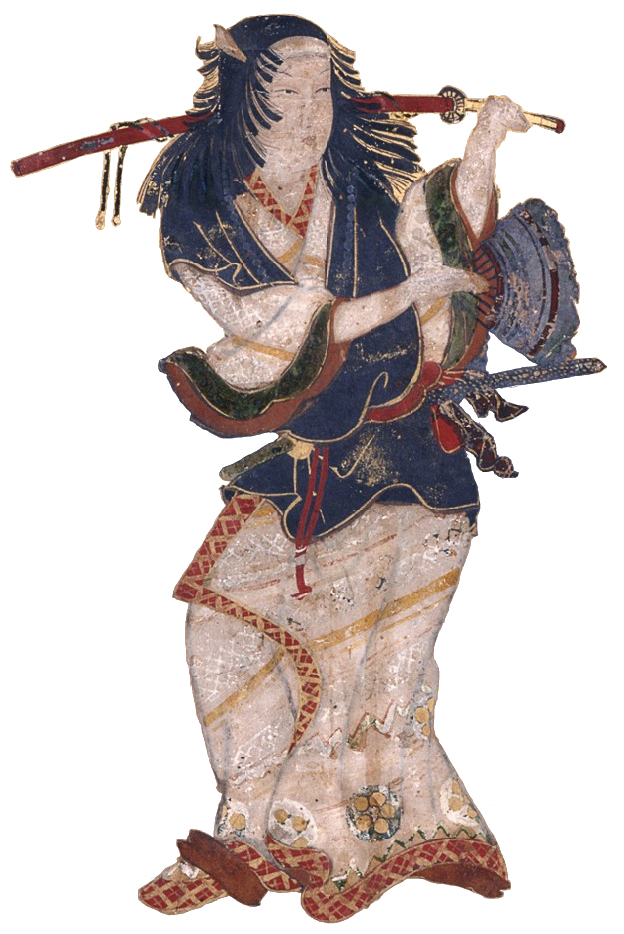
出雲阿国（『阿國歌舞伎圖屏風』）

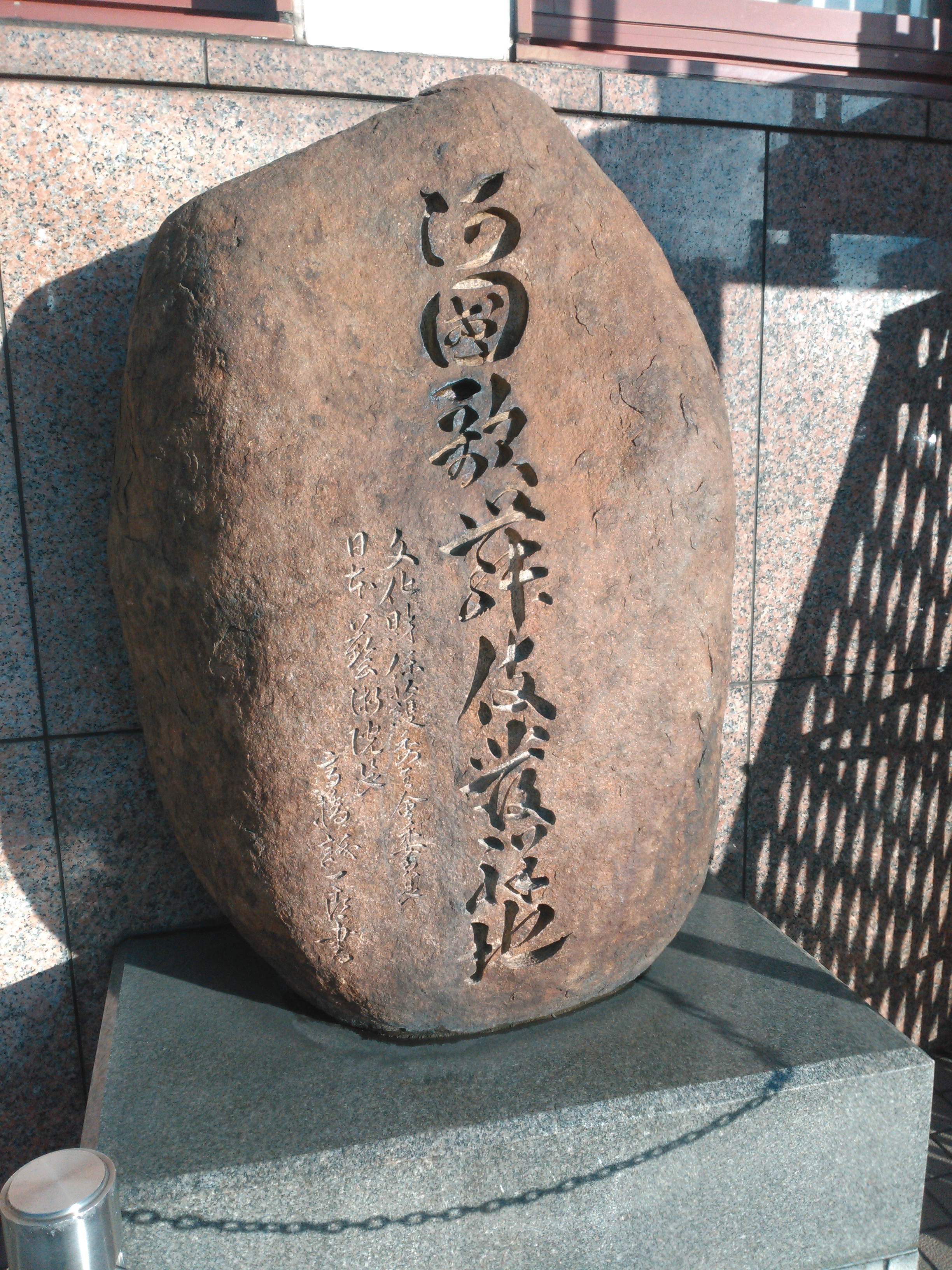
阿国歌舞伎発祥地の碑（京都市東山区、南座前）

歌舞伎の元祖は、出雲阿国（いずものおくに）という女性が創始した「かぶき踊」であると言われている。「かふきをとり」という名称が初めて記録に現れるのは『慶長日件録』、慶長8年（1603年）5月6日の女院御所での芸能を記録したものである。阿国たちの一座が「かぶき踊」という名称で踊りはじめたのはこの日からそう遡らない時期であろうと考えられている。
『当代記』によれば、阿国が踊ったのは傾き者が茶屋の女と戯れる場面を含んだものであった。ここでいう「茶屋」とはいわゆる色茶屋のことで、「茶屋の女」とはそこで客を取る遊女まがいの女のことである。後述するように、「かぶき踊」は遊女に広まっていくが、もともと阿国が演じていたものも上述したような性的な場面を含んだものであって、阿国自身が遊女的な側面を持っていた可能性も否定できない。
『時慶卿記』の慶長5年（1600年）の条には、阿国が「ややこ踊」というものを踊っていたという記録があり、「かぶき踊」は「ややこ踊」から名称変更されたものだと考えられている。しかし内容面では両者は質的に異なったものであり、「ややこ踊」が可愛らしい少女の小歌踊であると考えられているのに対し、「かぶき踊」は前述のように傾き者の茶屋遊びという性的な場面を含んだものである。
なお、この頃の歌舞伎は能舞台で演じられており、現在の歌舞伎座をはじめとする劇場で見られる花道はまだ設置されていなかった。
「かぶき踊」が流行すると、当時数多くあった女性や少年の芸能集団が「かぶき」の看板を掲げるようになったとされる。そこには「ややこ踊」のような踊り主体のものもあれば、アクロバティックな軽業主体の座もあった。
その後、「かぶき踊」は遊女屋で取り入れられ（遊女歌舞伎）、当時各地の城下町に遊里が作られていたこともあり、わずか10年あまりで全国に広まった。今日でも歌舞伎の重要要素のひとつである三味線が舞台で用いられるようになったのも、遊女歌舞伎においてである。当時最新の楽器である三味線を花形役者が弾き、50から60人もの遊女を舞台へ登場させ、虎や豹の毛皮を使って豪奢な舞台を演出し、数万人もの見物を集めたという。
ほかにも若衆（12歳から17、18歳の少年）の役者が演じる歌舞伎（若衆歌舞伎、わかしゅかぶき）が行われていた。男娼のことを陰間というのは「陰の間」の役者、つまり舞台に出ない修行中の役者の意味で、一般に男色を生業としていたことからも分かるように好色性を持ったものであった。全国に広まった遊女歌舞伎と違い、若衆歌舞伎の広がりは京・大坂・江戸の三大都市を中心とした都市部に限られていた。
しかし、こうした遊女や若衆をめぐって武士同士の取り合いによる喧嘩や刃傷沙汰が絶えなかったため、遊女歌舞伎や若衆歌舞伎は、幕府により禁止されることになった。遊女歌舞伎が禁止された時期に関して、従来の通説では寛永6年（1629年、第3代将軍の徳川家光時期）であるとされていたが、全国に広まった遊女歌舞伎が一度の禁令でなくなるはずもなく、近年では10年あまりの歳月をかけて徐々に規制を強めていったと考えられている。それに対し、若衆歌舞伎は17世紀半ばまで人気を維持していたものの、こちらも禁止されてしまった。
なお、古い解説書には、「若衆歌舞伎は遊女歌舞伎が禁止されたあとに作られたもの」だと書かれているものがあるが、これは後の研究で否定されており、実際には「かぶき踊」の最初の記録が残る慶長8年（1603年）には既に若衆歌舞伎の記録がある。また、こうした古い解説書では、若衆歌舞伎が禁止されたあと「物真似狂言づくし」にすることを条件に再興が認められ、野郎歌舞伎（役者全員が野郎頭の成年男子）へと発展していったという説明がなされることがあるが、現在では「物真似狂言づくし」を再興の条件としたことを否定するばかりでなく、野郎歌舞伎という時代を積極的には認めない説も存在する。

### 元禄

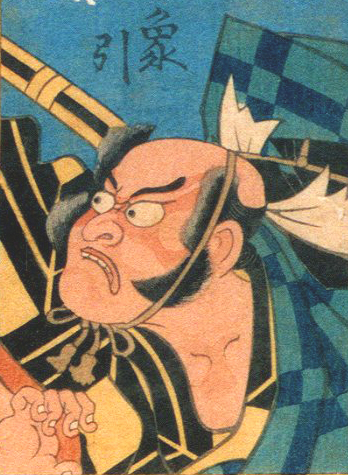
初代 市川團十郎

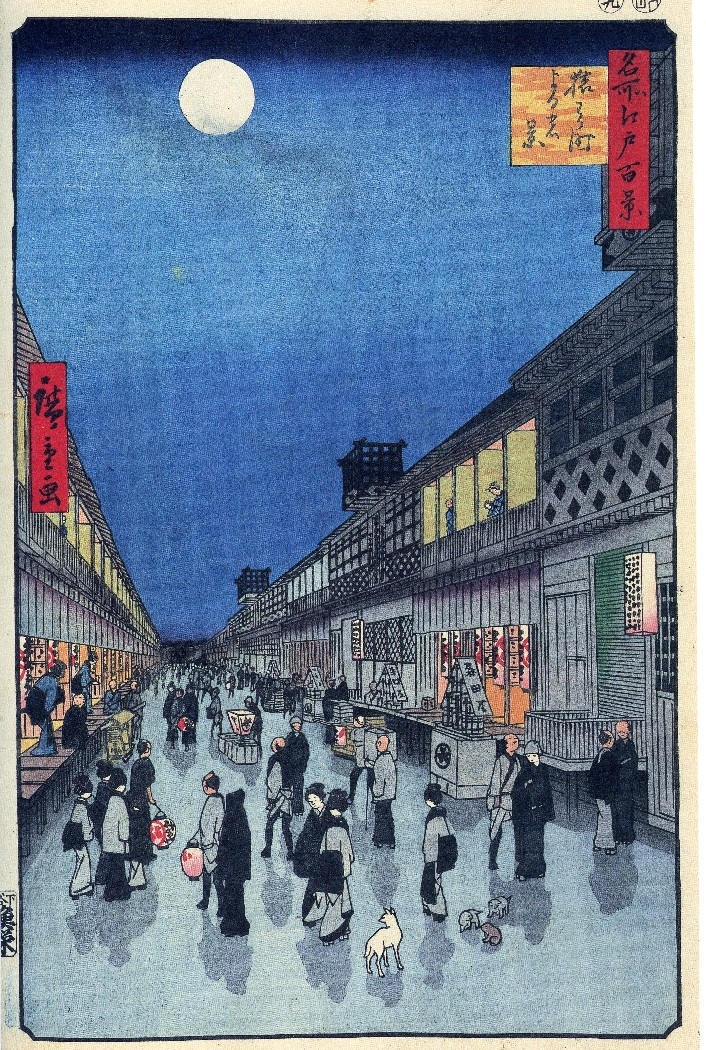
歌川広重画『猿わか町よるの景』手前から奥へ森田座、市村座、中村座。

次の画期が元禄年間（1688～1704）にあたるとするのが定説である。歌舞伎研究では寛文・延宝の頃を最盛期とする歌舞伎を「野郎歌舞伎」と呼称し、この時代の狂言台本は伝わっていないものの、役柄の形成や演技類型の成立、続き狂言の創始や引幕の発生、野郎評判記の出版など、演劇としての飛躍が見られた時代と位置づけられている。この頃には「演劇」といっても憚りのないものになっていた。江戸四座（後述）のうち格段に早くに成立した猿若勘三郎座を除き、それ以外の三座が安定した興行を行えるようになったのも寛文・延宝の頃である。
元禄年間を中心とする約50年間で、歌舞伎は飛躍的な発展を遂げ、この時期の歌舞伎は特に「元禄歌舞伎」と呼ばれている。この時期の特筆すべき役者として、荒事芸を演じて評判を得た江戸の初代市川團十郎と、「やつし事」を得意として評判を得た京の初代坂田藤十郎がいる。藤十郎の演技は、後に和事と呼ばれる芸脈の中に一部受け継がれ、後になって藤十郎は和事の祖と仰がれた。芳沢あやめ (初代)も京随一の若女形として評判を博した。
なお藤十郎と團十郎がそれぞれ和事・荒事を創始したとする記述が散見されるが、藤十郎が和事を演じたという同時代記録はない。当時「やつし事」を得意としたのも藤十郎だけではない。また荒事の成立過程はよくわかっておらず、「団十郎が坂田金時役で荒事を創始した」「金平浄瑠璃を手本にした」といった俗説は現在では信じられていない。
狂言作者の近松門左衛門もこの時代の人物で、初代藤十郎のために歌舞伎狂言を書いた。後に近松門左衛門は人形浄瑠璃にも多大な影響を与えたが、他の人形浄瑠璃作品と同様、彼の作品も後に歌舞伎に移され、今日においても上演され続けている。なお、今日では近松門左衛門は『曽根崎心中』などの世話物が著名であるが、当時人気があったのは時代物、特に『国性爺合戦』であり、『曽根崎心中』などは昭和になるまで再演されなかった。
作品面では延宝8年（1680年）頃には基本となる7つの役柄がすべて出揃った。すなわち立役、女方（若女方）、若衆方、親仁方（おやじがた、老年の善の立場の男性）、敵親仁方役、花車方（かしゃがた、年増から老年の女性）、道外方（どうけがた）である。
また作品づくりにおいて、幕府からの禁令ゆえの制限ができた。正保元年（1644年）に当代の実在の人名を作品中で用いてはならないという法令ができ、元禄16年（1703年）には赤穂浪士の事件に絡んで（当時における）現代社会の異変を脚色することが禁じられたのである。これ以降、歌舞伎や人形浄瑠璃は、実在の人名を改変したり時代を変えたりするなど一種のごまかしをしながら現実を描くことを強いられることとなる。
江戸では芝居小屋は次第に整理されていき、延宝の初め頃（1670年代）までには中村座・市村座・森田座・山村座の四座（江戸四座）のみが官許の芝居小屋として認められるようになり、正徳4年（1714年） に江島生島事件が原因で山村座が取り潰された。以降、江戸時代を通して、江戸では残りの三座（江戸三座）のみが官許の芝居小屋であり続けた。

### 享保から寛政

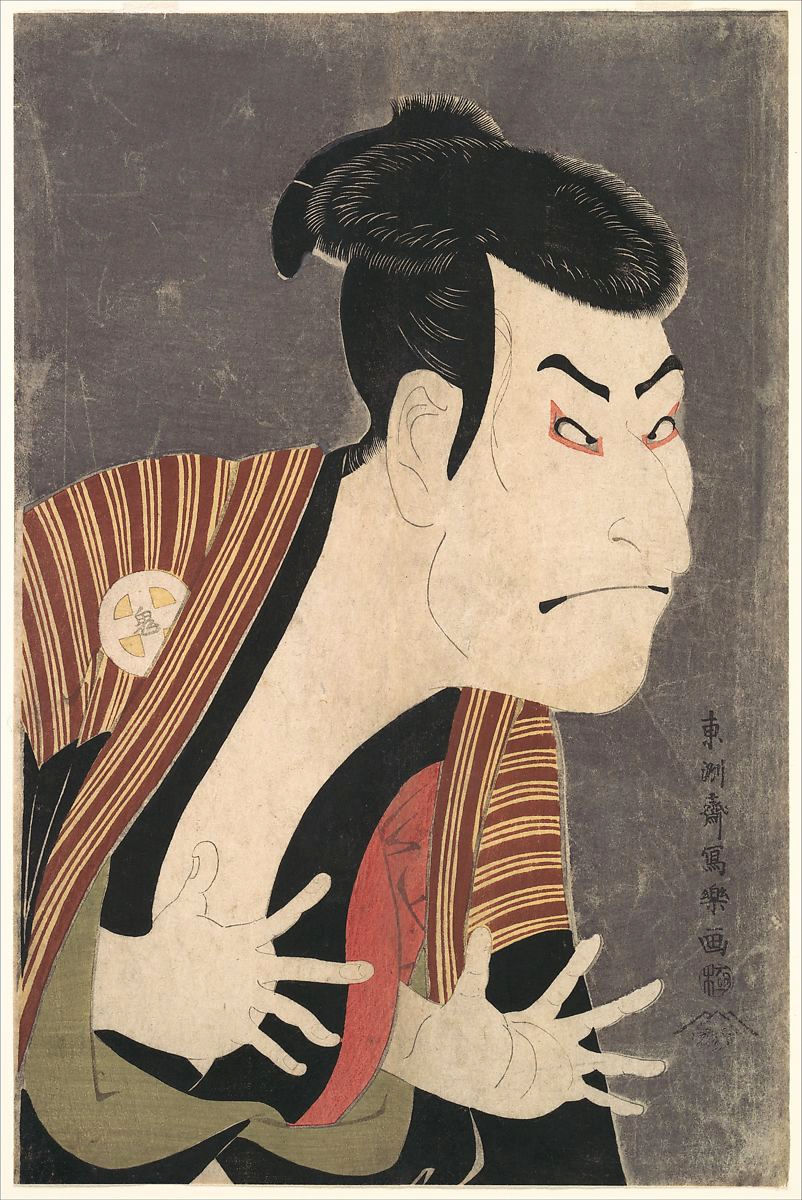
三代目大谷鬼次（二代目中村仲蔵）の江戸兵衛、寛政六年（1794年）五月、江戸河原崎座上演『恋女房染分手綱』、東洲斎写楽画

歌舞伎の舞台が発展し始めるのは享保年間からである。享保3年（1718年）、それまで晴天下で行われていた歌舞伎の舞台に屋根がつけられて全蓋式になる。これにより後年盛んになる宙乗りや暗闇の演出などが可能になった。また、享保年間には演技する場所として花道が使われるようになり、「せり上げ」が使われ始め、廻り舞台もおそらくこの時期に使われ始めた。宝暦年間の大坂では並木正三が廻り舞台を工夫し、現在のような地下で回す形にするなど、舞台機構の大胆な開発と工夫がなされ、歌舞伎ならではの舞台空間を駆使した演出が行われた。これらの工夫は江戸でも取り入れられた。こうして歌舞伎は花道によって他の演劇には見られないような二次元性（奥行き）を、迫りによって三次元性（高さ）を獲得し、廻り舞台によって場面の転換を図る高度な演劇へと発展した。
作品面では18世紀から趣向取り・狂言取りの手法が本格化した。これらは17世紀の時点で既に行われていたが、当時は特定の役者が過去に評判を得た得意芸や場面のみを再演する程度だったのが、18世紀になると先行作品全体が趣向取り・狂言取りの対象になった。これは17世紀の狂言が役者の得意芸を中心に構成されていたのに対し、18世紀になると筋や演出の面白さが求められるようになったことによる。
また、この頃になると人形浄瑠璃からも趣向取り・狂言取りが行われるようになり、義太夫狂言が誕生した。すなわち歌舞伎が人形浄瑠璃の影響を受けるようになったが、それ以前には逆に人形浄瑠璃が歌舞伎に影響を受けていた時期もあり、単純化すれば「歌舞伎→人形浄瑠璃→歌舞伎」という図式であった。
延享年間にはいわゆる三大歌舞伎が書かれた。これらはいずれも人形浄瑠璃から移されたもので、三大歌舞伎にあたる『菅原伝授手習鑑』『義経千本桜』『仮名手本忠臣蔵』の（人形浄瑠璃としての）初演はそれぞれ延享3年（1746年）、4年（1747年）、5年（1748年）である。
またそれから少し遡る享保16年（1731年）には初代瀬川菊之丞が能の道成寺に着想を得た『無間の鐘新道成寺』で成功を収め、これにより舞踊の新時代の幕開きを告げた。その後、道成寺を題材にした舞踊がいくつも作られ、宝暦3年（1753年）には今日でも上演される『京鹿子娘道成寺』が江戸で初演されている。なお当時の江戸はほかのどの土地にも増して舞踊が好まれており、上述の『無間の鐘新道成寺』や『京鹿子娘道成寺』があたりを取ったのはいずれも江戸の地であった。
宝暦9年（1759年）、並木正三が『大坂神事揃（おおさかまつりぞろえ）』で「愛想尽かし」を確立した。これは女が諸般の事情で心ならずも男と縁を切らねばならなくなり、それを人前で宣言すると、男はそれを真に受けて怒る場面である。その後、男が女を殺す場面につながることが多い。

### 文化から幕末

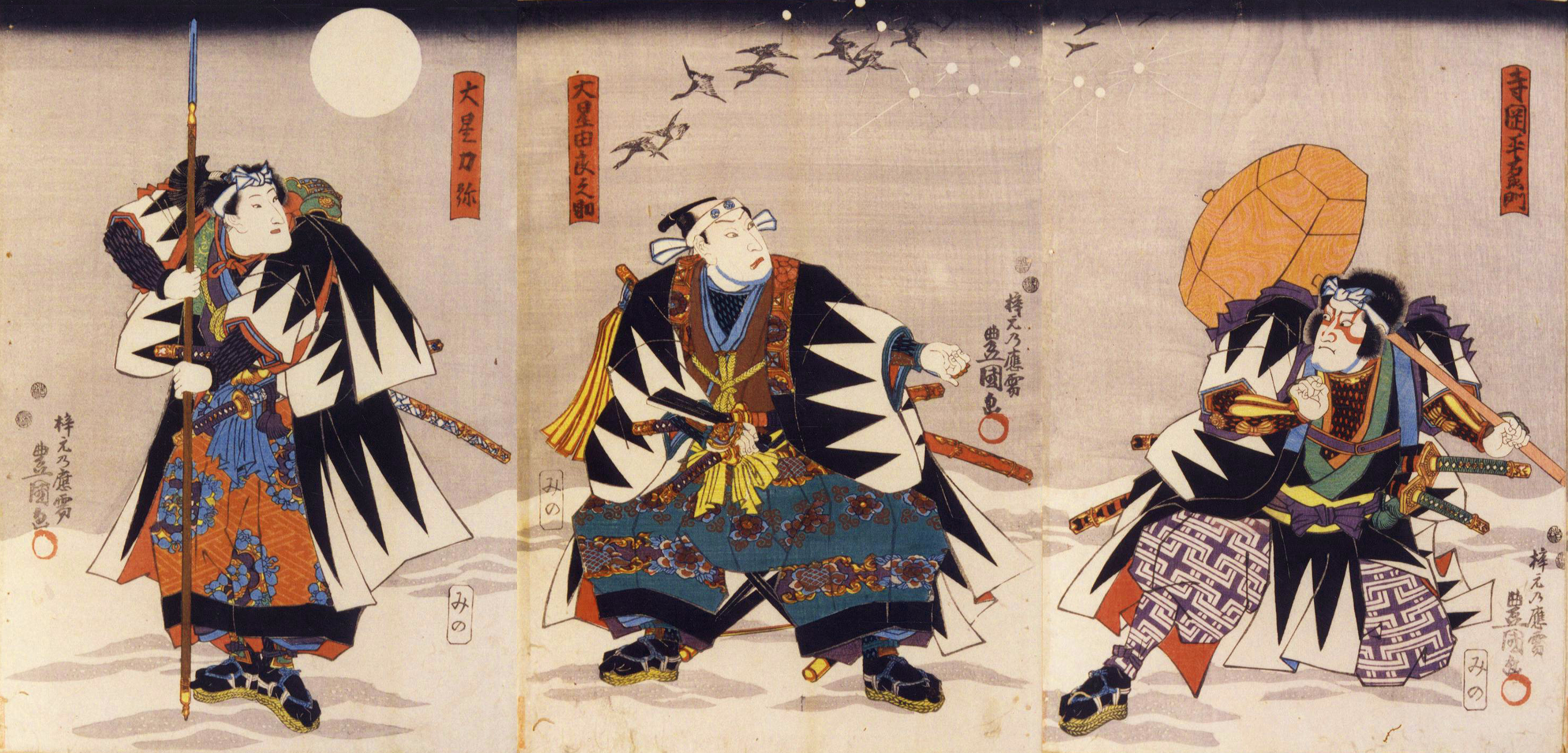
『十一段目』左から三代目岩井粂三郎の大星力弥、五代目澤村長十郎の大星由良助、二代目市川九蔵の寺岡平右衛門。嘉永2年（1849年）7月、江戸中村座。三代目豊国画。

これまで歌舞伎の中心地は京・大坂であったが、文化・文政時代になると、四代目鶴屋南北が『東海道四谷怪談』（四谷怪談）や『於染久松色読販』（お染の七役）など、江戸で多くの作品を創作し、江戸歌舞伎のひとつの全盛期が到来する。南北はまた生世話（侠客や相撲取りの意地の張り合いや心中事件などを扱う狂言）を確立して評判を得た。
天保3年（1832年）には五代目市川海老蔵（後の七代目市川團十郎）が歌舞伎十八番の原型となる「歌舞妓狂言組十八番」として18の演目を明記した刷り物を贔屓客に配り、天保11年（1840年）に 松羽目物の嚆矢となった『勧進帳』を初演した際に現在の歌舞伎十八番に固定した。
その後、大南北や人気役者の死去と天保の改革による弾圧が重なり、歌舞伎は一時大きく退潮した。天保の改革の影響は大きく、天保13年（1842年）に七代目市川團十郎が奢侈を理由に江戸所払いになったり、役者の交際範囲や外出時の装いを限定されたりと、弾圧に近い統制がなされたばかりか、堺町・葺屋町・木挽町に散在していた江戸三座と操り人形の薩摩座・結城座が一括して外堀の外に移転させられた。移転先の聖天町は江戸における芝居小屋の草分けである猿若勘三郎の名にちなんで猿若町（さるわかまち）と改名された。
しかし、江戸三座が猿若町という芝居町に集約されたことで逆に役者の貸し借りが容易となり、また江戸市中では時折悩まされた火事延焼による被害も減ったため、歌舞伎興行は安定を見せ、これが結果的に江戸歌舞伎の黄金時代となって開花した。
幕末から明治の初めにかけては、二代目河竹新七（黙阿弥）が『小袖曾我薊色縫』（十六夜清心）、『三人吉三廓初買』（三人吉三）、『青砥稿花紅彩画』（白浪五人男）、『梅雨小袖昔八丈』（髪結新三）、『天衣紛上野初花』（河内山）などの名作を次々に世に送り出し、これが明治歌舞伎の全盛へとつながった。
江戸時代、歌舞伎役者らは伝統的に「河原者」（賎民）として身分上は差別されたとされる。

### 明治から昭和初期

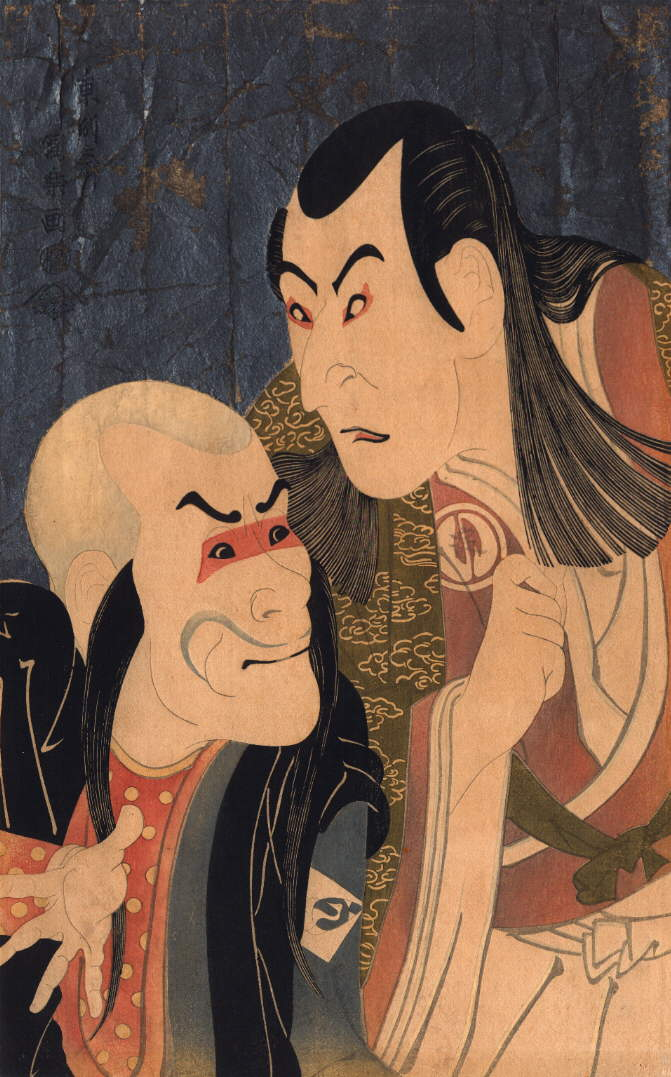
二代目沢村淀五郎の川連法眼と初代坂東善次の鬼佐渡坊

明治に入ると新時代の世相を取り入れた演目（散切物、ざんぎりもの）が作られた。これは明治の時代背景を描写し、洋風の物や語を前面に押し出して書かれていたが、構成や演出は従来の世話物の域を出るものではなく、革新的な演劇というよりは、むしろ流行を追随したかたちの生世話物といえる。しかし明治5年（1872年）になると歌舞伎の価値観を根底から揺るがす要求が明治政府から出された。政府はこの年から歌舞伎に対して干渉しはじめ、「高い身分の方や外国人」が見るにふさわしいものを演じること、狂言綺語（作り話）を廃止することなどを要求したのである。江戸時代にはむしろ現実そのままに書くことを禁じられていた歌舞伎にとって「狂言綺語」は長きにわたって大切にしてきた価値観であり、政府の要求は江戸歌舞伎の持つ虚の価値観を全面否定するものであった。
1886年（明治19年）には「日本が欧米の先進国に肩を並べうる文明国であることを顕示する目的で演劇改良会が設立され、政治家、実業家、学者、ジャーナリストらが参加した。翌年には、演劇改良会は歌舞伎誕生以来初となる天皇による歌舞伎鑑賞（天覧歌舞伎）を実現させ、役者たちの社会的地位の向上を助けるきっかけとなった。
時代は前後するが、こうした要求に応じて作られたのが活歴物と呼ばれる一連の作品群であり、役者として活歴物の芝居の中心となったのが九代目市川團十郎である。芝居の価値観が政府のそれと一致していた團十郎は事実に即した演劇を演じ始め、彼の価値観に反した歌舞伎の特徴、たとえば七五調の美文、厚化粧、定型の動きを拒否した。それに対して團十郎が工夫した表現技法がいわゆる「腹芸」で、セリフと動きを極力減らし、「目と顔」による表現で演じ始めた。
こうした團十郎の芸は高く評価されながらも、活歴をよしとするのは一部の上流知識人のみで、世間の人はその芝居らしくない活歴には背を向けたが、團十郎の演技志向に対する共感は次第に広がっていった。しかし日清戦争前後の復古主義の風潮の中で團十郎は従来の狂言を演じるようになり、猥雑すぎるところ、倫理にもとるところ以外には手を入れないほうがよいと考えるようになった。それでもなお芝居が完全に旧来に復したわけではなく、創造方法において活歴の影響を受けたものであった。こうして團十郎の人物造形が従来の歌舞伎にも適用され、それが今日の歌舞伎の演技の基礎になっていったことが活歴の歴史的意義である。
劇場の面では、1889年（明治22年）に演劇改良会の会員であった福地桜痴が金融業者の千葉勝五郎と共同経営で歌舞伎座を設立。歌舞伎座には九代目市川團十郎、五代目尾上菊五郎、初代市川左團次らの名優が舞台に立ち、いわゆる「團菊左」の時代をもたらした。その後、経営者の内紛を得て、1913年（大正2年）に今日の経営母体である松竹が歌舞伎座を買収した。
歌舞伎座は歌舞伎の歴史に様々な影響を与え、歌舞伎座とともに歌舞伎座を本拠とする九代目市川團十郎と五代目尾上菊五郎を頂点として、役者集団の階層性が定まった。他にも歌舞伎の中央集権化、改良演劇の確立、歌舞伎演出の様式美化の促進といった影響があったことが指摘されている。
一方の江戸三座は、歌舞伎座設立時に千歳座（後の明治座）と組んで歌舞伎座に対抗（四座同盟）するなどした。また大正の頃の市村座では、六代目尾上菊五郎と初代中村吉右衛門が菊吉時代・二長町時代と呼ばれる時代を築いた。しかしこれが江戸三座の放った最後の輝きであった。江戸三座は失火等で順に廃座になっていき、1932年（昭和7年）に市村座の仮小屋が焼失したのを最後に江戸三座は潰えた。
19世紀末になると、新歌舞伎という新たな歌舞伎狂言が登場した。これは「近代的な背景画や舞台照明」の採用、劇界外部の作者の作品や翻訳劇の上演、「新しい観客の掘り起こし」によって成立した、「近代の知性・感性に訴える歌舞伎」である。松井松葉の『悪源太』（明治38年・1899年）や坪内逍遥の『桐一葉』（明治43年・1904年）を皮切りに、以後さまざまな背景を持つ作者によって数々の作品が書かれた。それまでは各劇場に所属する座付きの狂言作者が、立作者を中心に共同作業で狂言をこしらえていたが、次第に外部の劇作家の作品が上演されるようになったのである。これが「黄金時代」と呼ばれた明治後期から大正にかけての東京歌舞伎によりいっそうの厚みを与えることにつながった。ほかにも岡本綺堂の『修禅寺物語』『鳥辺山心中』、真山青果の『元禄忠臣蔵』十部作などが著名である。
その一方では、従前からの梨園の封建的なあり方に疑問を呈する形で二代目市川猿之助の春秋座結成に始まり、ついに梨園での封建的な部分に反発して1931年（昭和6年）には四代目河原崎長十郎、三代目中村翫右衛門、六代目河原崎國太郎らによる前進座が設立された。

### 第二次大戦後
第二次世界大戦の激化にともない、劇場の閉鎖や上演演目の制限など規制が行われた。戦災による物的・人的な被害も多く、歌舞伎の興行も困難になった。
終戦後の1945年（昭和20年）9月22日、GHQは日本の民主化と軍国主義化の払拭との理由から、「封建的忠誠」や「復讐の心情に立脚する」「身分社会を肯定する」の演目の上演を禁止した。同年11月15日、GHQは東京劇場上演中の『菅原伝授手習鑑』寺子屋の段を反民主主義的として中止命令を出し、11月20日に上演中止となった。松竹本社ではGHQの指導方針に即して自主的に脚本の再検討を行った結果、『忠臣蔵』『千代萩』『寺子屋』『水戸黄門記』『番町皿屋敷』などの演目を締め出すこととした。しかし、マッカーサーの副官バワーズの進言で、古典的な演目の制限が解除され、1947年（昭和22年）11月、東京劇場で東西役者総出演による『仮名手本忠臣蔵』の通し興行が行われた。

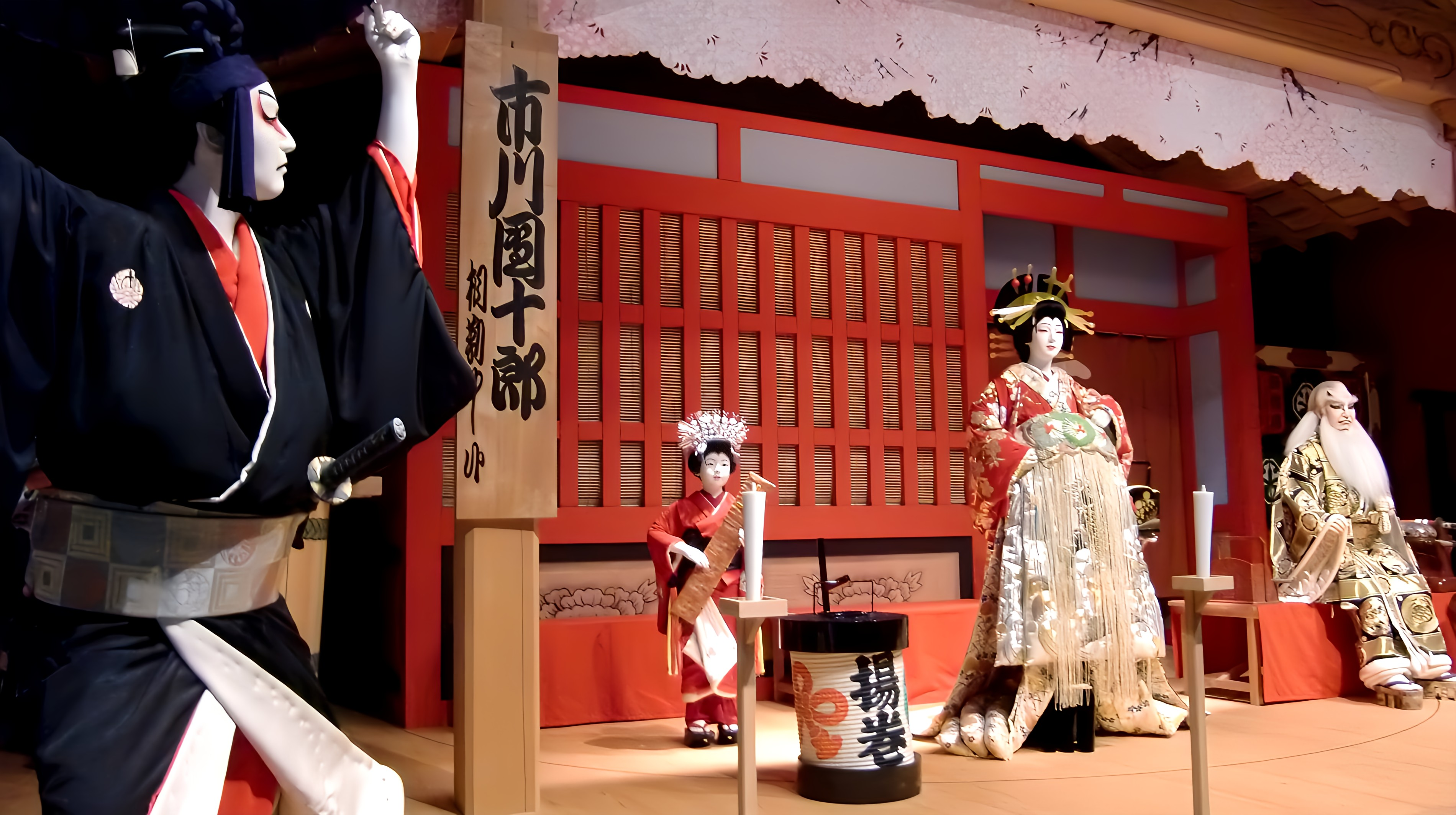
市川團十郎の助六(江戸東京博物館)

1950年代には人々の暮らしにも余裕が生まれ、娯楽も多様化し始めた。1953年（昭和28年）2月1日、NHKテレビジョンの放送開始により日本のテレビ放送が開始された。同日、同局が日本のテレビ史初の番組として放映したのが歌舞伎番組『道行初音旅』であった。一方でテレビ時代とともにプロ野球やレジャー産業の人気上昇、映画や放送の発達が見られるようになり、歌舞伎が従来のように娯楽の中心ではなくなってきた。そして歌舞伎役者の映画界入り、関西歌舞伎の不振、小芝居が姿を消すなど歌舞伎の社会にも変動の時代が始まった。
そのような社会の変動の中、1962年（昭和37年）の十一代目市川團十郎襲名から、歌舞伎は人気を回復した。役者も團十郎のほか、六代目中村歌右衛門、二代目尾上松緑、二代目中村鴈治郎、十七代目中村勘三郎、七代目尾上梅幸、八代目松本幸四郎、十三代目片岡仁左衛門、十七代目市村羽左衛門などの人材が活躍。日本国内の興行も盛んとなり、欧米諸国での海外公演も行われた。
戦後の全盛期を迎えた1960年代から1970年代には次々と新しい動きが起こった。特に明治以降、軽視されがちだった歌舞伎本来の様式が重要だという認識が広がった。1965年（昭和40年）に芸能としての歌舞伎が重要無形文化財に指定され、国立劇場が開場し、復活狂言の通し上演などの興行が成功した。国立劇場は高校生のための歌舞伎教室を盛んに開催して、数十年後の歌舞伎ファンの創出に努めた。その後、大阪には映画館を改装した大阪松竹座、福岡には博多座が開場し、歌舞伎の興行はさらに充実さを増した。さらに、三代目市川猿之助は復活狂言を精力的に上演し、その中では一時は蔑まれた外連の要素が復活された。猿之助はさらに演劇形式としての歌舞伎を模索し、より大胆な演出を強調した「スーパー歌舞伎」を創り出した。また2000年代では、十八代目中村勘三郎によるコクーン歌舞伎、平成中村座の公演、四代目坂田藤十郎らによる関西歌舞伎の復興などが目を引くようになった。また歌舞伎の演出にも蜷川幸雄や野田秀樹といった現代劇の演出家や映画監督山田洋二演出で女優寺島しのぶで文七元結物語が迎えられるなど、新しい形の歌舞伎を模索する動きが盛んになっている現代の歌舞伎公演は、劇場設備などをとっても、江戸時代のそれとまったく同じではない。その中で長い伝統を持つ歌舞伎の演劇様式を核に据えながら、現代的な演劇として上演する試みが続いている。このような公演活動を通じて、歌舞伎は現代に生きる伝統芸能としての評価を得るに至っている。
歌舞伎（伝統的な演技演出様式によって上演される歌舞伎）は、ユネスコ無形文化遺産保護条約の発効以前の2005年（平成17年）に「傑作の宣言」がなされ、「人類の無形文化遺産の代表的な一覧表」に掲載され、無形文化遺産に登録されることが事実上確定していたが、2009年（平成21年）9月の第1回登録で正式に登録された。

## 演目

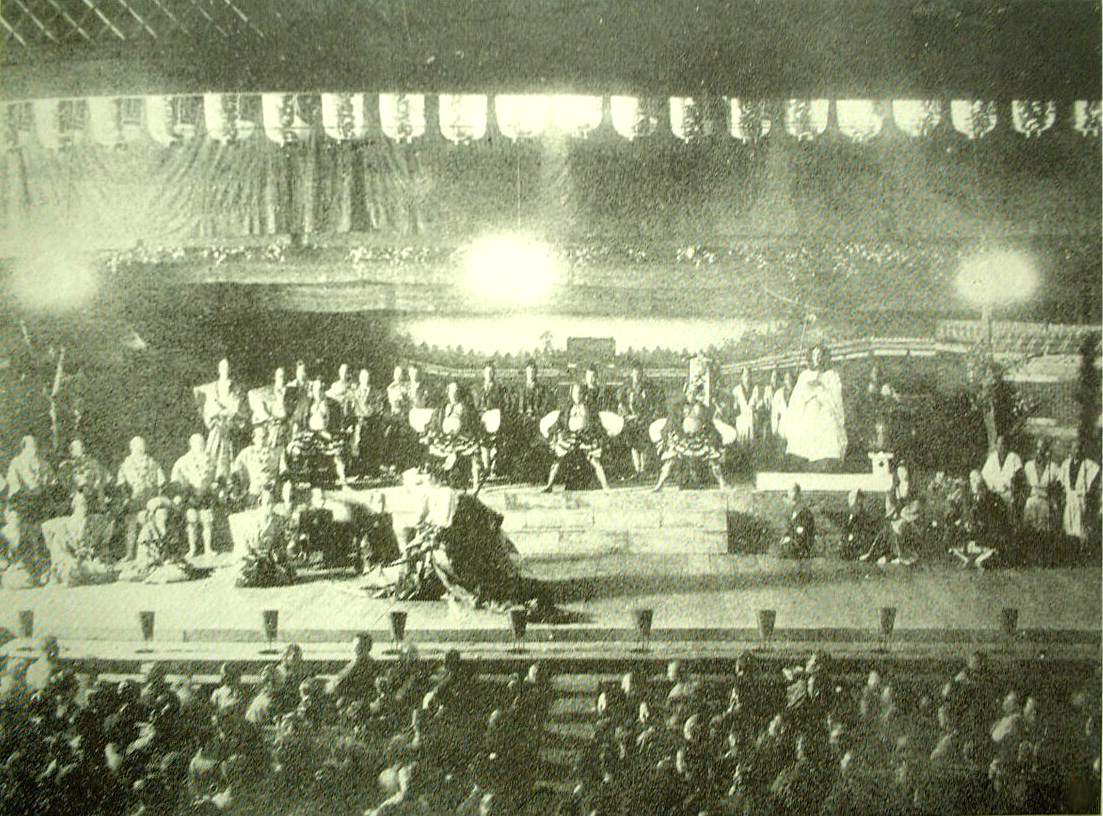
東京歌舞伎座上演の『暫』（中央で見得を切るのは九代目市川團十郎の鎌倉権五郎）。1895年（明治28年）11月、鹿島清兵衛撮影

### 分類
現代の歌舞伎の演目は普通の芝居である歌舞伎狂言と歌舞伎舞踊に分けられる。
歌舞伎狂言は、さらにその内容により時代物と世話物に大別される。時代物とは、江戸時代より前の時代に起きた史実を下敷きとした実録風の作品や、江戸時代に公家・武家・僧侶階級に起きた事件を中世以前に仮託した作品をいう。一方、世話物とは、江戸時代の市井の世相を描写した作品をいう。
時代物のうち、お家騒動を書いたものは御家物（おいえもの）、飛鳥時代から平安時代を描いたものは王朝物（おうちょうもの）と呼ばれる。また世話物のうち、特に写実的要素の濃いものを生世話物（きぜわもの）という。明治になると当時の世相を描いた散切物という世話物のサブジャンルも生まれた。
また歌舞伎狂言はその起源によって分類することもでき、人形浄瑠璃の演目を書き換えたものを丸本物といい、能・狂言の曲目を原作としてそれらに近い様式で上演する所作事を松羽目物という。丸本物は義太夫物・義太夫狂言・でんでん物などとも呼ばれる。なお丸本物の対義語は純歌舞伎である。
活歴物（かつれきもの）は明治期に歌舞伎を近代社会にふさわしい内容のものに改めようとして生まれた演目の総称であり、新歌舞伎（しんかぶき）は、明治後期から昭和初期にかけて、劇場との関係を持たない独立した作者によって書かれた歌舞伎の演目の総称である。なお、第二次世界大戦中から戦後以降に書かれた新しい演目は、新作歌舞伎（しんさくかぶき）または単に新作（しんさく）と呼んで、新歌舞伎とは区別している。
歌舞伎狂言の分類方法は人によって揺れがあり、時代物と世話物で2分する代わりにこれにお家物を加えて3分する用例もある。

### 特徴
歌舞伎の演目には他の演劇の演目にはない特徴がいくつかある。まず歌舞伎狂言は世界という類型に基づいて構成されている。「世界」とは物語が展開するうえでの時代・場所・背景・人物などの設定を、観客の誰もが知っているような伝説や物語あるいは歴史上の事件などの大枠に求めたもので、たとえば「曾我物」「景清物」「隅田川物」「義経物（判官物）」「太平記物」「忠臣蔵物」などがあり、それぞれ特有の約束ごとが設定されている。当時の観客はこれらの約束事に精通していたため、世界が設定されていることにより芝居の内容が理解しやすいものになっていた。ただし世界はあくまで狂言を作る題材もしくは前提にすぎず、基本的な約束事を除けば原作の物語から大きく逸脱して自由に作られたものであることも多く、登場人物の基本設定すらも原作とかけ離れていることも珍しくない。

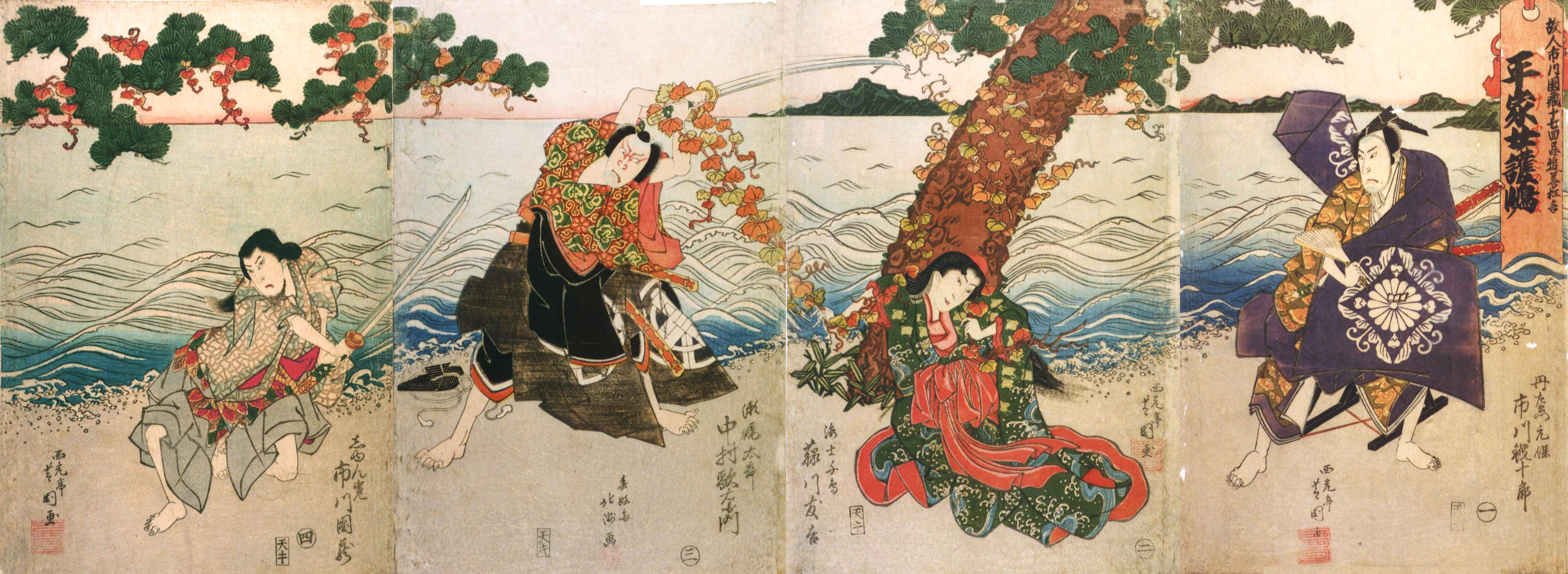
西光亭芝國・春好齋北洲画『故人市川團藏十七囘忌追善狂言 平家女護嶋』四枚續物、文政7年9月大阪角座上演『平家女護嶋』（1824年）

複数の世界を組み合わせて一つの演目を作ることもあり、これを綯交ぜ（ないまぜ）とよぶ。世界ごとに描いている場所や時代が異なるはずであるが、前述のように世界はあくまで題材にすぎないので、無理やり複数の世界を結びつけてひとつの演目を作りだす。
江戸時代に作られた演目のその他の特徴として、その長さが長大なこと、本筋の話の展開の合間に数多くのサイドストーリーを挟んだり、場面ごとに違った種類の演出（時代物と世話物（後述））が行われたりすることなどがあげられる。前者はこれは当時の歌舞伎が日の出から日没まで上演したことによる。一方、後者は興行の中にさまざまな場面を取り込むことで多種多様な観客を満足させることを狙ったものである。
現在ではこのような長大な演目の全場面を上演すること（通し狂言）はまれになり、複数の演目の人気場面のみを順に演じること（ミドリ／見取り）が多い。昭和のはじめごろまでは、演目を並べるときに「一番目」（時代物）、「中幕」（所作事または一幕物の時代物）、「二番目」（世話物）と呼ぶ習慣があったが、現在では行われていない。
また江戸時代には（当時における）現代の人物や事件やをそのまま演劇で用いることが幕府により禁止されていたため、規制逃れのため登場人名を仮名にしたうえで無理やり過去の出来事として物語が描かれるという特徴もある。しかし仮名といっても羽柴秀吉のことを「真柴久吉」と呼ぶ程度のもので、このように歪曲された演目の内容から真に描きたい事件を読み解くのは容易であった。

### 演目名と通称
江戸時代の歌舞伎狂言の演目名（外題（げだい）という）は縁起を担いで「割りきれない」奇数個の漢字で書けるものが選ばれることが多く、その読み方は粋を競って当て字や当て読みを駆使したものであるため、一見しただけではその読み方が分からないものも少なくない。こうした事情により、外題のほかにより親しみやすい通称がついていることが多く、この場合もともとの外題を通称と区別するために本外題と呼ぶ。また各演目の人気のある場面（段・場・幕など）には演目それ自身の通称とは別にその場面の通称がついている場合もある。
具体例は下記のとおりである。
- 演目そのものに通称がついている例：
  - 『都鳥廓白波』（みやこどり ながれの しらなみ） →『忍の惣太』（しのぶの そうた）
  - 『大塔宮曦鎧』（おおとうのみや あさひの よろい） →『身替り音頭』（みがわり おんど）
  - 『慙紅葉汗顔見勢』（はじ もみじ あせの かおみせ） →『伊達の十役』（だての じゅうやく）
  - 『刈萱桑門筑紫𨏍』（かるかや どうしん つくしの いえづと） →『刈萱道心』（かるかや どうしん）
  - 『青砥稿花紅彩画』（あおとぞうし はなの にしきえ） →『白浪五人男』（しらなみ ごにんおとこ）
  - 『与話情浮名横櫛』（よはなさけ うきなの よこぐし） →『切られ与三』（きられ よさ）
  - 『蘆屋道満大内鑑』（あしやどうまん おおうち かがみ） →『葛の葉』（くずのは）
- 特定の段に通称がついている例：
  - 『絵本太功記』（えほん たいこうき）十段目「尼ヶ崎閑居の場」 →『太十』（たいじゅう）
  - 『心中天網島』（しんじゅう てんの あみじま）二段目「天満紙屋内の場」→『時雨の炬燵』（しぐれの こたつ）
  - 『国性爺合戦』（こくせんや かっせん）二段目「獅子ヶ城楼門の場」→『楼門』（ろうもん）
  - 『楼門五三桐』（さんもん ごさんの きり）二幕目返し「南禅寺山門の場」→『山門』（さんもん）
  - 『平家女護島』（へいけ にょごがしま）二段目切「鬼界が島の場」→『俊寛』（しゅんかん）
  - 『恋飛脚大和往来』（こいびきゃく やまと おうらい）二段目「新町井筒屋の場」→『封印切』（ふういんぎり）
  - 『義経千本桜』（よしつね せんぼん ざくら）四段目「道行初音旅の場」→『吉野山』（よしのやま）、四段目切「河連法眼館の場」→『四ノ切』（しのきり）

なお、返し（返し幕）とはいったん幕を引くが幕間を設けず、鳴り物などで間をつなぎ用意ができ次第すぐに次の幕を開けること、切とは義太夫狂言のその段の最後の場面のことで、すなわち『四ノ切』とは四段目の最後の場のことをいう。『義経千本桜』の四段目の切はケレンを使った派手な演出が有名な人気の場面で、これが上演されることが特に多かったことから、ただ「四ノ切」と言えばこの場面を指すようになった。
「外題」という語は「芸題（げいだい）」が詰まって「げだい」になったとする説もあるが、古代から中世にかけては絵巻物の外側に書かれた短い本題を「外題」、内側に書かれた詳題を「内題」と言っており、これが起源だとする説もある。外題はもともと上方歌舞伎の表現で、江戸歌舞伎では名題（なだい）といっていた。こちらにも「内題（ないだい）」が詰まって「なだい」になったとする説があり、上方の「外題」と江戸の「名題」で対になることが、絵巻物起源説の根拠となっている。

## 演出

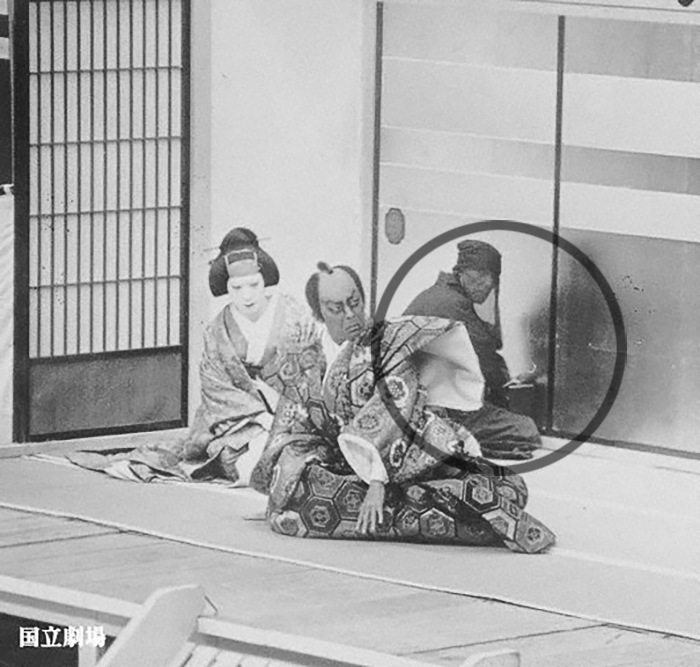
舞台上の黒衣

歌舞伎の舞台には役者に小道具を手渡すなど演技の手助けをする役割の人物がいることがあり、この人を後見（こうけん）という。特に全身黒装束に身を包んだ後見を黒衣後見（くろごこうけん）、あるいは略して黒衣（くろご）という。役者以外の人物が舞台に登場しないことが原則の通常の演劇と違い、黒衣をはじめとした後見は観客の目から見える位置に現れる。しかし後見たちが舞台にいないものとして扱うのが歌舞伎の暗黙の了解である。
黒衣以外にも、紋付袴の後見（着付後見（きつけごうけん）もしくは袴後見という）や裃の後見（裃後見（かみしもごうけん）という）もいる。さらに海や水辺の場面に登場する青装束の波後見（なみごうけん）、雪の場面に登場する白装束の雪後見（ゆきごうけん、白衣（しろご）とも）などの後見がいるが、波後見は幕末、白衣はおそらく明治以降に考案されたものである。
また歌舞伎の演出では拍子木（ひょうしぎ）あるいは略して柝（き）を用いることがあり、芝居の開始時の合図として打ったり幕切れで打ったりし、これらのときには2本を打ち合わせる。また役者の足取りに合わせて打たれたるなど、動作や物音を強調するためにも用いられ（ツケという）、この場合には床に置いた板（ツケ板）に打ちつける

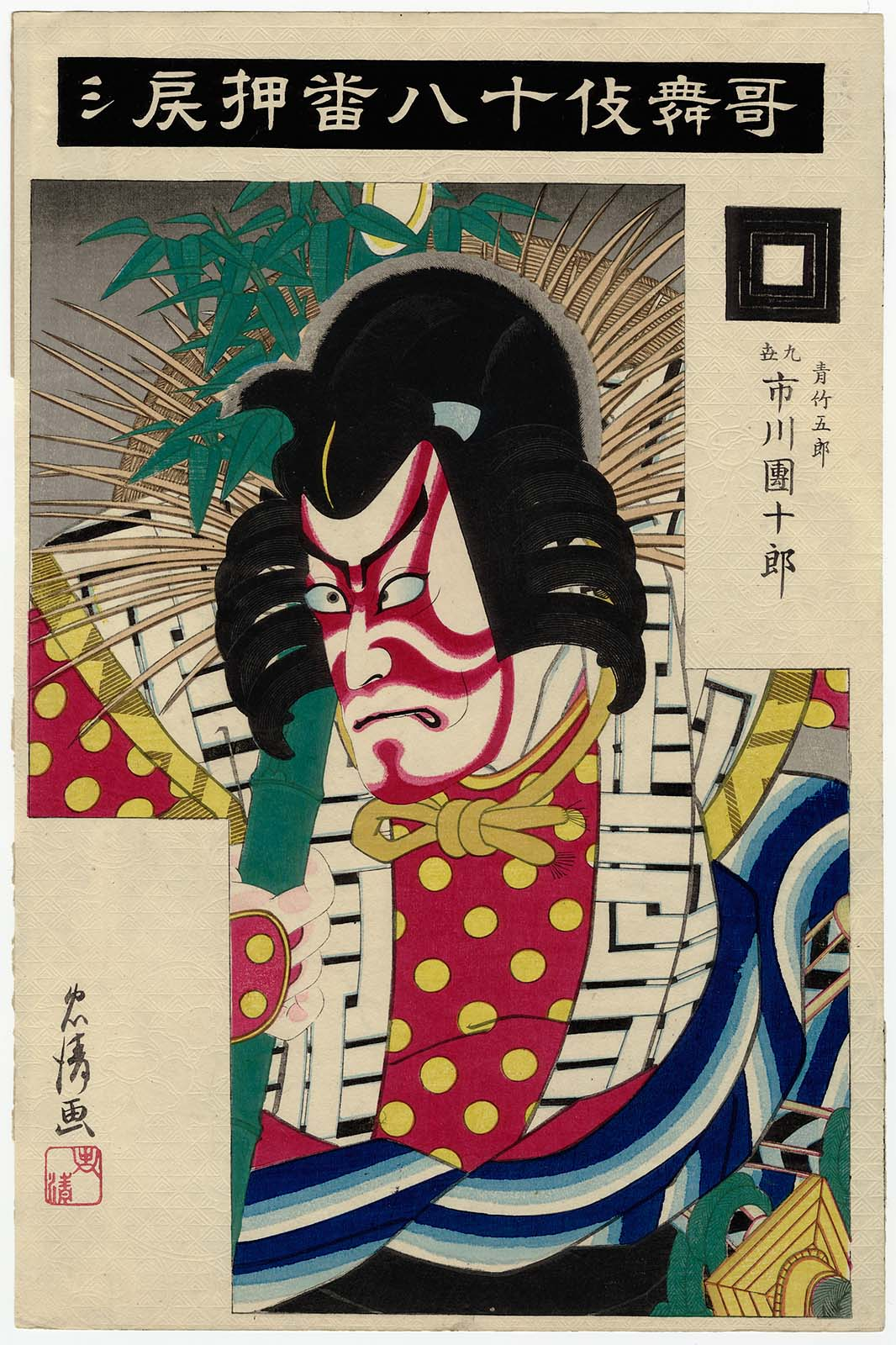
隈取の例

隈取はおもに時代物で行われる化粧法である。顔に線を描いたもので、もともとは血管や筋肉を誇張するために描かれたものだとされている。役柄により色が異なり、赤系統の色は正義の側の人間に、青系統の色は敵役に、茶色は鬼や妖怪などに用いられる。
見得は演目の見せ場において役者がポーズを決めて制止することを指す。映画におけるストップモーション技法に相当し、役者を印象づけたり舞台の絵画的な美しさを演出したりするのに用いられる。六方（ろっぽう）は伊達や勇壮なさまなどを誇張したり美化した荒事の要素をもつ所作である。歌舞伎では、当初は舞台への出のときに行われたが、後代になるともっぱら花道への引っ込みのときにこれが行われる。
外連（けれん）は宙乗りや早替り、仕掛けなどを使うなど観客を驚かせるような演出である。

## 役者

### 名跡と屋号
一代に終わらず何代も受け継がれる歌舞伎役者の芸名は、名跡（みょうせき）と呼ばれている。名跡を継ぐことを襲名（しゅうめい）といい、役者たちは経験を経るにつれ、名跡を順々に取り換えて次第に大きな名跡を継いでいく。実子や血縁者が継承することが多いが、養子や実力のある高弟らに名跡を継がせることもある。ただし、ここでいう養子は法的な意味でのそれとは限らず、いわば芸の上での養子であることもあり、これを芸養子という。
役者たちは名跡とは別に名跡・芸名ごとにきまる屋号（やごう）を持っている（歌舞伎役者の屋号一覧参照）。歌舞伎では役者の登場時やセリフ・見得が決まった時などに大向こう（≒後ろの方の席）などから役者に声をかける習慣があるが、その時は芸名でなく屋号で呼ぶのが基本である。

### 役者の養成
歌舞伎役者の家柄に生まれた者の場合、幼少時から芸の基礎となる習い事(日本舞踊、長唄、鳴物など)を始め、未就学のうちに役者の子や孫として舞台に上がる「初お目見え」、そして「初舞台」を経験し、子役として舞台経験を積む。思春期になり変声をすると役がつかなくなり、20歳ごろまでは稽古をしながら学業に励む時期となるため、ここで自らの進路について考えることとなる。歌舞伎役者になることを選ばない者もいる。
歌舞伎とは関係のない家に生まれた世襲以外の志望者については、国立劇場の新人育成研修(後述)、1997年に開塾した松竹上方歌舞伎塾で研修生を募集しており、選考試験に合格した者が研修を受けることができる。研修終了後は国立劇場養成課などを通じ、歌舞伎俳優に弟子入りをして、師匠から芸名をもらう。また入門後に歌舞伎の世界の礼儀作法やしきたりなどを覚え、セリフの無い役や立ち廻り、後見や付き人などとして役者修行をはじめる。このような経緯を辿って役者となり、抜擢も受けるようになった例としては、二代目市川笑也や中村芝のぶ、二代目市川月乃助や二代目市川春猿らが知られる。
ほか、子役で歌舞伎の舞台に出演したときに素質を見込まれて部屋子・芸養子となると、役者と同じ楽屋で鏡台を並べ、有力な役者の子弟(御曹司)と同様に教育を受けることとなる。このように育成された例としては、五代目坂東玉三郎や六代目片岡愛之助などが知られている。
歌舞伎界に入門して10年以上で幹部俳優の推薦を受けた役者は、日本俳優協会の名題資格審査(名題試験)を受験することができる。筆記・作文・実技の審査に合格して『名題適任証』を取得し、関係各方面の賛同を受けて名題昇進披露を行った者は「名題俳優」と呼ばれる。歌舞伎俳優の家に生まれた者も歌舞伎とは無関係な家に生まれた者も、同様に受検して資格を得ている。名題に昇格していない者は「名題下」と呼ばれるが、『名題適任証』を取得しているにもかかわらず、あえて昇格をしない者もいる。単なる身分の上下ではなく、立ち廻りの演出を行う専門職の立師(たてし)は名題下の職分であるためである。
銀行員であったが市川宗家に婿入りしたことから29歳で役者修業に入った五代目市川三升、三代目市川猿之助と浜木綿子の息子として生まれたが両親の離婚のため母親に養育され、長らく本名で俳優活動を行った後に45歳で歌舞伎の世界に入った九代目市川中車などは珍しい例といえる。

### 伝統歌舞伎保存会
社団法人伝統歌舞伎保存会は、1965年（昭和40年）に文化財保護法に基づき設立された団体である。
翌1966年（昭和41年）4月に歌舞伎は国の重要無形文化財に認定され、同会はその保持団体として認定を受けた。会員は歌舞伎関係者のうち「舞台経験20年以上の技能に優れたもの」で、重要無形文化財「歌舞伎」の保持者として総合認定を受けている。俳優、長唄(唄方、三味線方)、竹本(唄方、三味線方)、鳴物、狂言作者など、2021年6月の時点で現会員は199名(引退・物故会員247名)である。
独立行政法人日本芸術文化振興会（国立劇場）や松竹と協力し、歌舞伎俳優（1970年より）と歌舞伎音楽演奏者（竹本は1975年、鳴物は1981年、長唄は1999年より）の新人養成事業を行っている。また若手俳優や演奏家に対して各劇場の稽古場で日常的に研修を行うほか、研修・勉強会に指導者を派遣するなど、歌舞伎という芸能の伝承と育成のための活動、中学生・高校生を対象としたワークショップも継続している。
2020年5月28日に日本俳優協会とYouTubeチャンネル「歌舞伎ましょう」を開設しており、歌舞伎の魅力を伝えるための動画配信を行っている。歌舞伎の舞台裏や役者の稽古の様子、自主公演のPRや私生活での趣味など多種多様な内容の動画がアップロードされており、六代目市村竹松・尾上音蔵による歌舞伎・歌舞伎化粧の英語解説の動画も作られている。

## 舞台

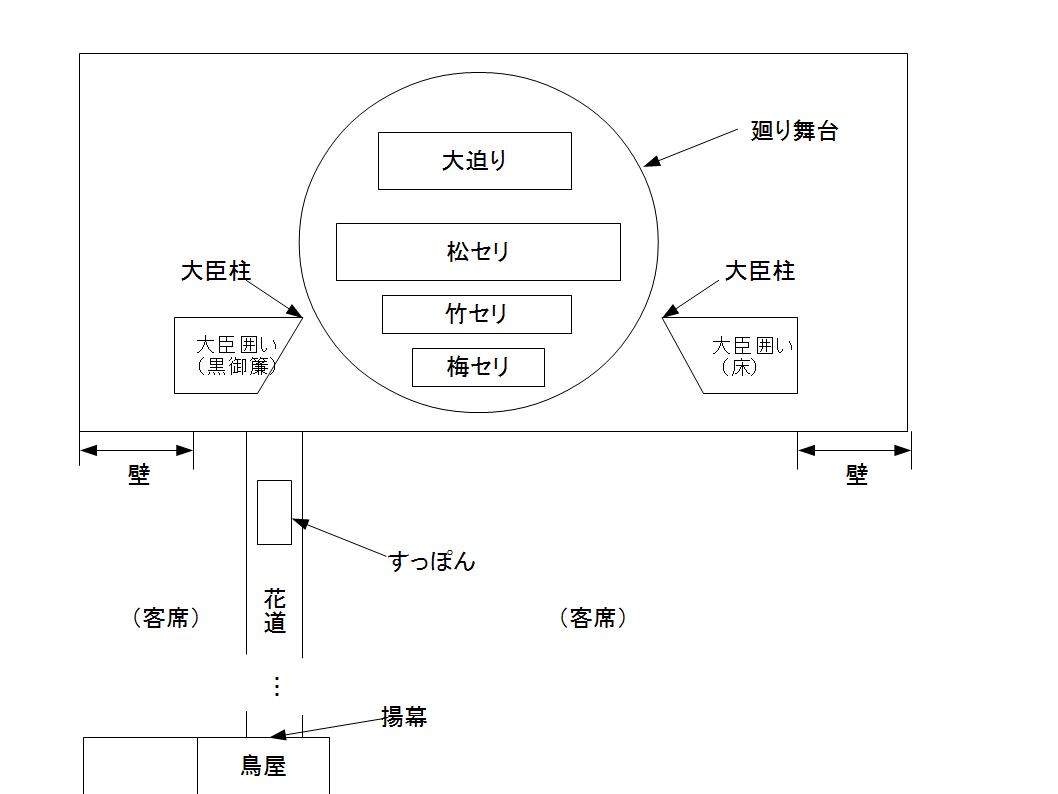
歌舞伎座の舞台平面図。

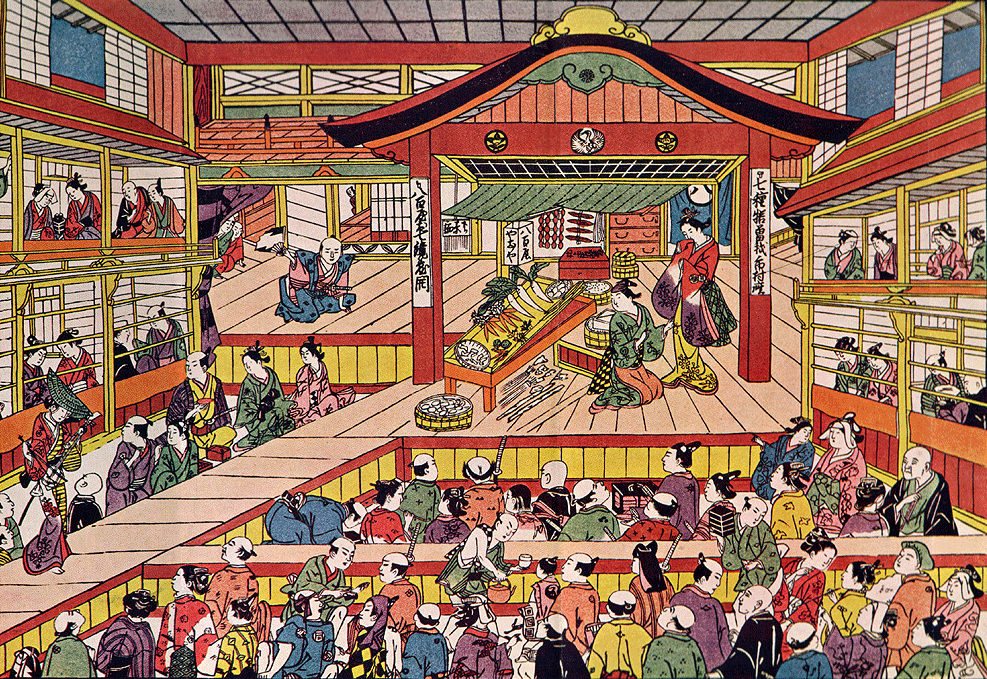
奥村政信画『芝居浮繪』（しばい うきえ）寛保年間の葺屋町市村座。

### 舞台の各部分
歌舞伎の舞台を右図にしたがって説明する。なお客席から舞台を見たとき右側を上手（かみて）、左側を下手（しもて）という。
花道は舞台下手から客席を貫いて設けられている通路状の舞台である。正面の舞台は本舞台という。花道は役者の入退場に用いられるばかりでなく、ここで重要な演技も行われる。観客のすぐそばを通ることで役者の存在感をアピールするなどの演出が可能となる。
舞台の両端には大臣囲い（だいじんがこい）があり、下手側の大臣囲いには太鼓などの演奏や長唄、効果音などを演奏するための場所で外側には黒い御簾（みす）がかけられている。この場所を黒御簾（くろみす）もしくは下座（げざ）ともいい、ここで奏でられる音楽を黒御簾音楽もしくは下座音楽という。一方、上手側の大臣囲いの2階は義太夫狂言（＝人形浄瑠璃から取り込んだ演目）などで竹本という語り物とその伴奏である三味線を奏でる場所で、床（ゆか）と呼ばれる。大臣囲いの端の柱は大臣柱（だいじんばしら）と呼ばれている。これは現在では単なる柱にすぎないが、歴史的には歌舞伎舞台の先祖である能舞台で屋根を支える柱からきており、歌舞伎においても古くは舞台の屋根を支えるために用いられていた。
花道の舞台とは反対側の端には役者が入退場するための鳥屋（とや）という部屋があり、その入り口には部屋の中を隠すための揚幕（あげまく）という幕がかかっている。また本舞台と揚幕を3：7に分ける場所を舞台寄りの七三、7：3に分ける場所を揚幕寄りの七三といい、花道上の演技は多くの場合このいずれかの場所（特に前者）で行われる。舞台寄りの七三にはセリがあり、すっぽんと呼ばれている。すっぽんは妖怪や幽霊などを演じる役者が登場したり退場したりする場合に使われる。花道は通常下手にしかないが、演目によっては演出の都合上、上手側にも花道を仮設する場合があり、これを仮花道（かりはなみち）という。
なお歴史的には七三といえば揚幕寄りの七三のことであったが、大正の頃から混同が起こり「七三」という言葉が舞台寄りの七三のことも表すようになった。混同された理由としては、揚幕寄りの七三が2階席から見づらいために演技の位置が舞台よりの七三に移ったこと、無知なジャーナリストが誤用した可能性などが挙げられている。また「鳥屋」という言葉は上方のものであり、江戸ではこの部屋も揚幕と呼ばれた。
日本の家屋は床が地面よりもかなり高いため、舞台でもこの高さを作り出すことが多い。この高さの水準を二重舞台、略して二重といい、そのための大道具類も二重と呼ばれる。高さによって常足、中足、高足などがある。どれを使うかは場面によってだいたい決まっている。
客席の区分と名称については劇場#歌舞伎を参照。

### 舞台機構

#### 廻り舞台
廻り舞台（まわりぶたい）は舞台中央にあって、水平に回転する舞台である。手前側と向こう側に2つの場面の装置を仕込んでおき、回転させることによって素早く場面転換ができる。通常は役者が舞台に乗ったままの状態で、装置ごと回す。上演中であっても裏側に回った方の装置をこわし、さらに次の場面の装置を仕込むことができる。廻り舞台の回転は歌舞伎の見せ場のひとつで、照明を消さず幕を開けたまま廻り舞台を回転させ、場面転換を観客に印象づけることができる。この手法を明転（あかてん）という。また、たとえば悪だくみをたくらむ場面とその被害者宅の2つを廻り舞台の上に乗せ、一方から他方への転換を見せ、次に逆回転させて元の場面に戻るというようなことができる。これを俗に「行って来い」といい、場面が戻るとともに時間も戻るかのように感じられるため、2つの場面の同時性を強く表現できる。
『佐倉義民伝』の子別れ、『入谷』などのように、少しだけ廻して建物の横などを見せることもある。半廻しという。歌舞伎以外の芝居では装置は通常、表側だけしか作らないが、歌舞伎ではこのように厚みのある装置を組むことがある。ときには裏側まで作る。

#### 迫り
迫り（セリ）は昇降装置で、地下（奈落（ならく）という）からせり上がって役者の登場や退場に使われるほか、大道具それ自身をせり上げることで屋敷の地下が現れるなどの迫力のある演出を行う。回り舞台が場面を水平方向へ、迫りが鉛直方向に切り替えて立体感を出す。なおセリの配置や個数は劇場により異なるが、ここでは歌舞伎座のものを図示した。廻り舞台や迫りは今日では様々な演劇に用いられているが、もともとは享保年間に歌舞伎に取り入れられたものである。

#### 幕

歌舞伎座や京都南座の定式幕。森田座に起源を持つ。

国立劇場や大阪新歌舞伎座の定式幕。市村座に起源を持つ。

平成中村座の定式幕。中村座に起源を持つ。

歌舞伎では舞台と客席を仕切る幕として定式幕という引き幕（＝横方向に引いて開閉する幕）が用いられる。現在用いられている定式幕は三色の縦縞であり、色は左から黒、柿、萌黄の順（歌舞伎座や京都南座など）もしくは柿、黒、萌黄の順である（国立劇場や大阪新歌舞伎座など）。平成中村座は例外的に左から黒、白、柿の順の三色を用いている。
また歌舞伎座などでは上に開く幕である緞帳も定式幕の後ろに備え付けられており、明治以降に作られた演目の場合は定式幕の代わりに緞帳を用いる場合がある。また開場直後や長い幕間では緞帳が下りているが、芝居が始まるだいぶ前の段階で緞帳を上げる。その後定刻になると（江戸時代に作られた演目であれば）定式幕を下手から上手へ引き開けて芝居が始まる。
江戸時代に引き幕を使用することができたのは幕府から許可を得た芝居小屋だけであり、定式幕はいわば官許の芝居の証のひとつであった。江戸には幕府の許可を得た芝居小屋は3つのみ（江戸三座）であり、前述した3種類の定式幕はそれぞれ江戸三座の森田座、市村座、中村座に起源を持つ。ただし引き幕に関する事情は地方によって異なり、たとえば上方では紺無地一色の幕を中央から2つに分けて開いていた。
一方幕府の許可のない場所での芝居はさまざまな制限を受けており、引き幕を使えないため代わりに簾を上下させて幕の代わりに利用していた。したがって歌舞伎における緞帳の歴史をさかのぼるとこうした許可のない芝居小屋にたどりつくが、現在歌舞伎で使われている緞帳の起源は別にあり、明治12年新富座の贈り幕（＝大夫元や役者が贔屓客から貰った豪華な幕）がその起源である。
その他にも演出上の都合で別の幕が使われることもある。浅葱幕はその名の通り浅葱色の幕で、定式幕のすぐ後ろに配置される。舞台上部で吊られており、吊っている部分を引っ張ることで簡単に幕を落下させられる（「振落し（ふりおとし）」という）。通常であれば定式幕が横に開いていくとそれに従って役者や背景が順に観客の目に入っていくが、浅葱幕はそれを遮る目的で使用される。そして定式幕が完全に開いた段階で浅葱幕を振り落とせば舞台が一瞬にして観客の目の前に表れるため、舞台の鮮やかさを観客に印象づけることができる。逆に舞台上部の棒に縛った浅葱幕を芝居の途中で下ろすことで一瞬にして舞台を観客の目から隠す（「降りかぶせ」という）目的でも使用される。
道具幕は背景として用いられる。道具幕には浪幕（なみまく）、山幕（やままく）、網代幕（あじろまく）などがあり、それぞれ海の波、山、塀の築地が描かれている。黒幕（くろまく）は黒一色の幕で闇夜を表すための背景として用いられる。これらの幕は浅葱幕と同様の仕組みで振り落とされる場合もある。
また不必要なものを隠す目的でも幕は使用され、消し幕は殺された人物の退場、霞幕（かすみまく）は竹本や清元などの演奏者の入退場や演奏していない状態を隠す目的で使用される。消し幕は時代物では緋毛氈（ひもうせん）、世話物では黒布を使用する。霞幕は白い布に水色の雲が描かれた布で作られており、霞のようであることからこの名称で呼ばれる。また化粧幕は化粧を直している役者を隠す目的の緋色の幕で、鳴神など古風な演出を狙った狂言で用いられる。

#### 照明
歌舞伎の古典的な演目では舞台上のどこにも影がなく、均一な照明が好まれるため、通常の劇場の前明かりばかりでなく、舞台上・舞台脇にも多くの明かりがある。現在の歌舞伎座には7列のボーダーライトと5列のサスペンションライトが設備されている。ボーダーライトは作業用の照明ではなく、上演中に点灯するためのものである。

## 歌舞伎音楽
歌舞伎には、多彩な音楽が用いられる。これは「歌舞伎」が本来、最初から劇として作られた演目、人形浄瑠璃を原作とした演目、さらには舞踊といったさまざまの種類の舞台を総合したものであり、各分野に適応した音楽が存在するためである。大きく分けて（1）歌物である長唄と、（2）語り物である浄瑠璃がある。演奏家たちを地方（じかた）という。
長唄
歌舞伎の伴奏音楽として発達した音楽。舞踊劇や舞踊で演奏される（例：『勧進帳』『連獅子』など）。また囃子方とともに下座音楽（後述）を担当する。
義太夫節
人形浄瑠璃は、義太夫節（浄瑠璃の一種）の演奏に合わせて劇が進行する構成であり、歌舞伎でも人形浄瑠璃から移入した演目（『義経千本桜』『仮名手本忠臣蔵』など）は同様に義太夫節が演奏される。人形浄瑠璃では登場人物の台詞と状況説明をすべて義太夫節の太夫（語り手）が行うが、歌舞伎での台詞は基本的に役者が担当し、太夫は状況の説明のみを語ることになる。このため、歌舞伎における義太夫節を「竹本（チョボ）」といって区別することがある。義太夫狂言での義太夫節はおもに舞台上手上部にある専用の場所で演奏される。この場所を「床（ゆか）」または「チョボ床」と呼ぶ。
常磐津節・清元節
ともに浄瑠璃のひとつ。大坂で発展した義太夫節に対し、これらは江戸で発展したもので「江戸浄瑠璃」と呼ばれる。重厚な義太夫節に比べて軽妙洒脱な芸風が特徴で、清元節はさらに繊細な持ち味を備える。舞踊劇や舞踊で演奏される。常磐津節『関の扉』『戻駕』、清元節『落人』『保名』など。
その他
上記の他に、大薩摩節、河東節、新内節などが使われる演目がある。江戸浄瑠璃の一つである富本節（常磐津節と清元節の系譜の中間に位置する）は江戸時代に盛んに用いられたが、近代以降は衰退し、現在では歌舞伎の伴奏として演奏されることはない。
下座音楽
「黒御簾音楽」ともいい、劇中音楽を担当し、「黒御簾（くろみす）」と呼ばれる舞台下手脇の専用の場所で伴奏音楽や効果音を演奏する。効果音では、太鼓を使った水辺を表す音や鉦による寺院の鐘の音など、楽器を使ってさまざまな効果を表す。
長唄は舞台の正面または上手に雛段を設け、そこに出囃子とともに並んで演奏する。義太夫節の床以外での演奏は出語りという。常磐津や清元は山台という台に上がって演奏するが、山台はふつう常磐津だと舞台下手に、清元は舞台上手に置かれる（ただし清元の山台も本来は舞台下手に置くものだったという）。各流派の演奏はひとつの演目の中で単独で行うとは限らず、異なる音曲が順番に演奏を担当する（掛け合い）ものや、合奏するものがある。たとえば『京鹿子娘道成寺』では初めに義太夫が語り、次に長唄が演奏する。また舞踊劇『紅葉狩 』では常磐津節、長唄、義太夫節が掛け合いで演奏し、これを三方掛合（さんぼうかけあい）という。長唄や浄瑠璃各流派は、歌舞伎公演のほか日本舞踊の伴奏や単独での演奏会も行われている。

## 興行

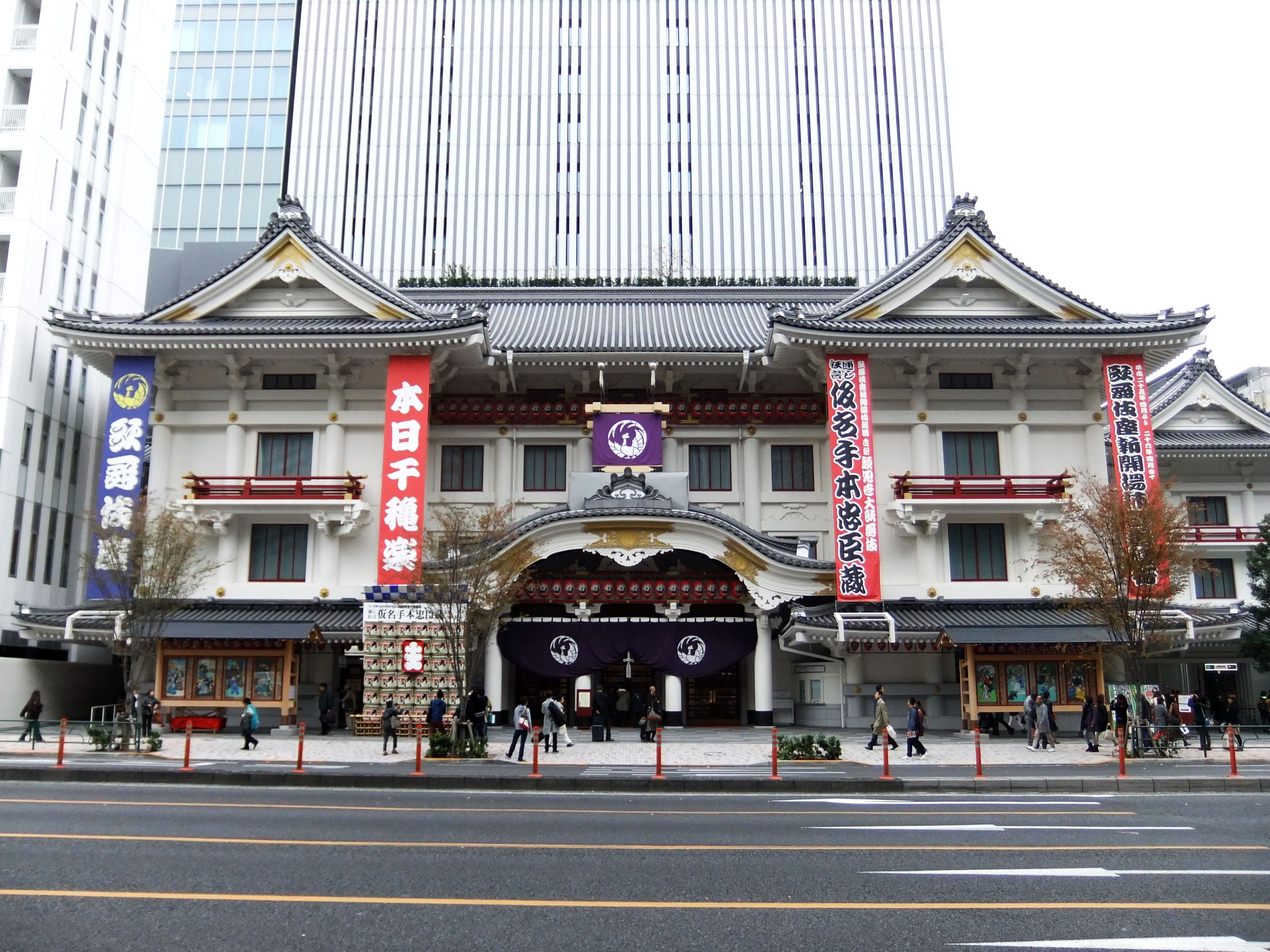
歌舞伎座（東京都中央区）

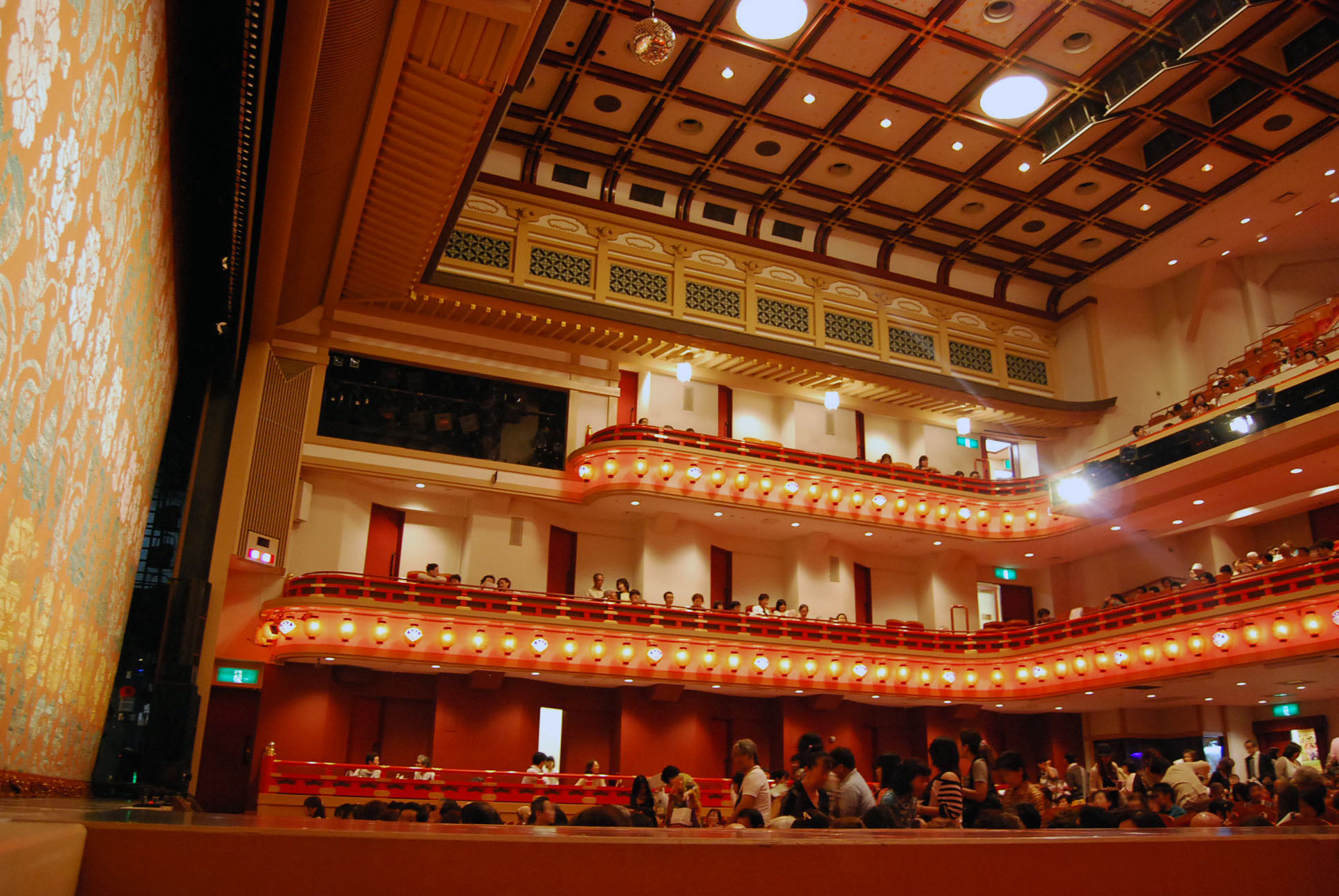
京都四條南座

2014年現在、歌舞伎の興行は松竹がほぼ独占的に行っている。松竹の興行の名称の多くは大歌舞伎、花形歌舞伎のいずれかの名称がついており（例：三月大歌舞伎）、前者はベテランの役者が、後者は若手の役者が中心となる興行を指す。
歌舞伎のみが演じられる劇場としては歌舞伎座があるが、一定の頻度で行われる劇場として発祥の地・南座、大阪松竹座、関東では新橋演舞場、国立劇場、明治座、日生劇場、浅草公会堂（新春浅草歌舞伎）、他の地域では御園座、博多座、旧金毘羅大芝居（金丸座）、内子座、永楽館、康楽館 等がある。その他にも「松竹大歌舞伎」等の名称で全国に地方巡業を行っている。他に福岡県嘉穂劇場、熊本県八千代座で行われることがある。

### 観劇
以下、歌舞伎座での興行形態を説明するが、ほかの劇場でもこれに準じた形態で興行することが多い。興行は1か月を単位とし、各月の興行は月初めから25日間（途中数日の休演日を挟む）である。
基本的に2部制（3部制のときもある）で、昼の部と夜の部からなる。各部は複数の演目から構成されている場合も多いが、観劇の料金は部単位であり、これら演目の料金をセットで支払う必要がある。昼の部は午前11時から午後4時頃まで、夜の部は午後4時半から午後9時ごろまでである。終了時間は公演内容によって異なる。各演目は見取りで上演されることが多い。すなわち人気場面のみの上演となる。
歌舞伎鑑賞の助けとして「筋書」の販売や、「イヤホンガイド」と「字幕ガイド」の貸し出し（いずれも有料）を行っている。
「筋書」は各演目の（上演する場面の）あらすじを書いた冊子（プログラム）である。「字幕ガイド」は役者がしゃべっている台詞を字幕で表示してくれる。
イヤホンガイドは歌舞伎上演中に上演内容の解説を無線で劇場内に飛ばし、観客がイヤホンでそれを聞くことができるサービス（有料）のことである。日本語版、英語版がある。劇場内で料金と保証金を払うことでイヤホンと無線の受信端末を借り受け、終演後にこれらを返却すれば保証金は返される。
イヤホンガイドでは「あらすじ・配役・衣裳・道具・独特な約束事など」を聞くことができる。また歌舞伎興行では通常各演目は人気場面のみの上演となる（いわゆる見取り方式）が、イヤホンガイドは幕間に上演場面の前後のあらすじの解説も行ったり演目の背景知識を説明したりする。
1975年（昭和50年）11月の歌舞伎座顔見世興行から導入された。邪道と言う者もいるが、イヤホンガイド登場以前も、歌舞伎観劇では、歌舞伎通が歌舞伎初心者に客席でひそやかに解説することがあった。歌を聞くオペラやミュージカルと違い、台詞を聞く歌舞伎だから許された観劇習慣だった。

### その他の歌舞伎
通常の歌舞伎とは演出・興行団体などが異なる歌舞伎興行として以下のものがある。
- スーパー歌舞伎：三代目市川猿之助（二代目市川猿翁）が1986年に始めた現代風の歌舞伎で、特徴としては明治以降の歌舞伎では軽視されることが多い外連（けれん）の重視、現代の価値観に沿った演出などがあげられる。新橋演舞場などで上演されることが多い。2015年現在は三代目猿之助が二代目市川猿翁を襲名して事実上隠居したものの、四代目市川猿之助が後を引き継ぎ「スーパー歌舞伎II（セカンド）」と銘打って新たな演目に挑戦している。
- コクーン歌舞伎：渋谷のBunkamuraの劇場シアターコクーンで行われる歌舞伎公演で、古典歌舞伎の演目を新たな演出で上演し、たとえば下座音楽の代わりにエレキギターやクラシック管弦楽を使う。
- 平成中村座：十八代目中村勘三郎と演出家の串田和美らが中心となり、浅草の隅田公園内に江戸時代の中村座を模した仮設の芝居小屋で行われる。勘三郎逝去後は長男の六代目中村勘九郎が座主を引き継ぎ、2014年7月にニューヨークで復活公演を行った[112]。
- 前進座：公演は歌舞伎のみならず、歴史劇、現代劇や子ども向けミュージカルなど多彩。毎年5月の国立劇場公演を中心に、南座での初春公演、2月国立文楽劇場公演、9月の国立文楽劇場公演、秋の名古屋公演など都市部のみならず、地方での巡業公演も積極的に行っている。
- 超歌舞伎：2016年のニコニコ超会議2016より行われている公演で、バーチャルアイドル初音ミクと二代目中村獅童を中心とした歌舞伎役者がNTTによる最新テクノロジーを駆使した演出により共演する。2019年8月には京都南座での公演も行われている[113]。「初音ミク」を含めて女性が舞台に上がるのが特徴で[独自研究?]、2021年の『九月南座超歌舞伎』では元タカラジェンヌの花柳まり草を含めた女流舞踊家たちが出演している[114]。
- 六本木歌舞伎：十一代目市川海老蔵を中心とした新作歌舞伎の公演で、三池崇史が演出している。2017年の六本木歌舞伎座頭市では女優の寺島しのぶが盲目の少女と花魁で出演[115]。
- システィーナ歌舞伎：複製画の展示施設である徳島県鳴門市の大塚国際美術館システィーナホールで行われる公演。2009年に初演されて以来ほぼ毎年の恒例行事となっており、「和と洋のコラボレーション」をテーマとして水口一夫による書き下ろし新作が上演される。
- 滝沢歌舞伎：滝沢秀明を中心とした歌舞伎公演で、前身の「滝沢演舞城」から改題。バンジーやフライング、イリュージョンなどの要素を取り入れている。2019年以降は「滝沢歌舞伎ZERO」に改題。

1955年から1983年までは東宝も歌舞伎を行っていた（東宝歌舞伎）。また歌舞伎以外では劇団新派の公演に歌舞伎役者が登場することが多い。

#### 地芝居
専門の演者による公演のほか、地域住民が祭礼の奉納行事などとして江戸時代以来の伝統に則った芝居が日本各地で上演されている。これらを「地芝居」と呼び、歌舞伎と人形浄瑠璃のどちらかかが演じられることが多い。歌舞伎では農村で行われる芝居（農村歌舞伎）や都市における曳山の上で芝居（曳山祭り）などがある。地芝居における演目の多くは専業の演者による公演と重なり、その影響が強く見られる。しかし中にはその地域独自の演目を備えるなど、個性的な発展を見せている公演も存在する。

## 歌舞伎に由来する語
- 大向うを唸らす（おおむこうを うならす） - 大向うに座る目の肥えた芝居の見物客の賞讃を博する。転じて、人々の人気を集める。

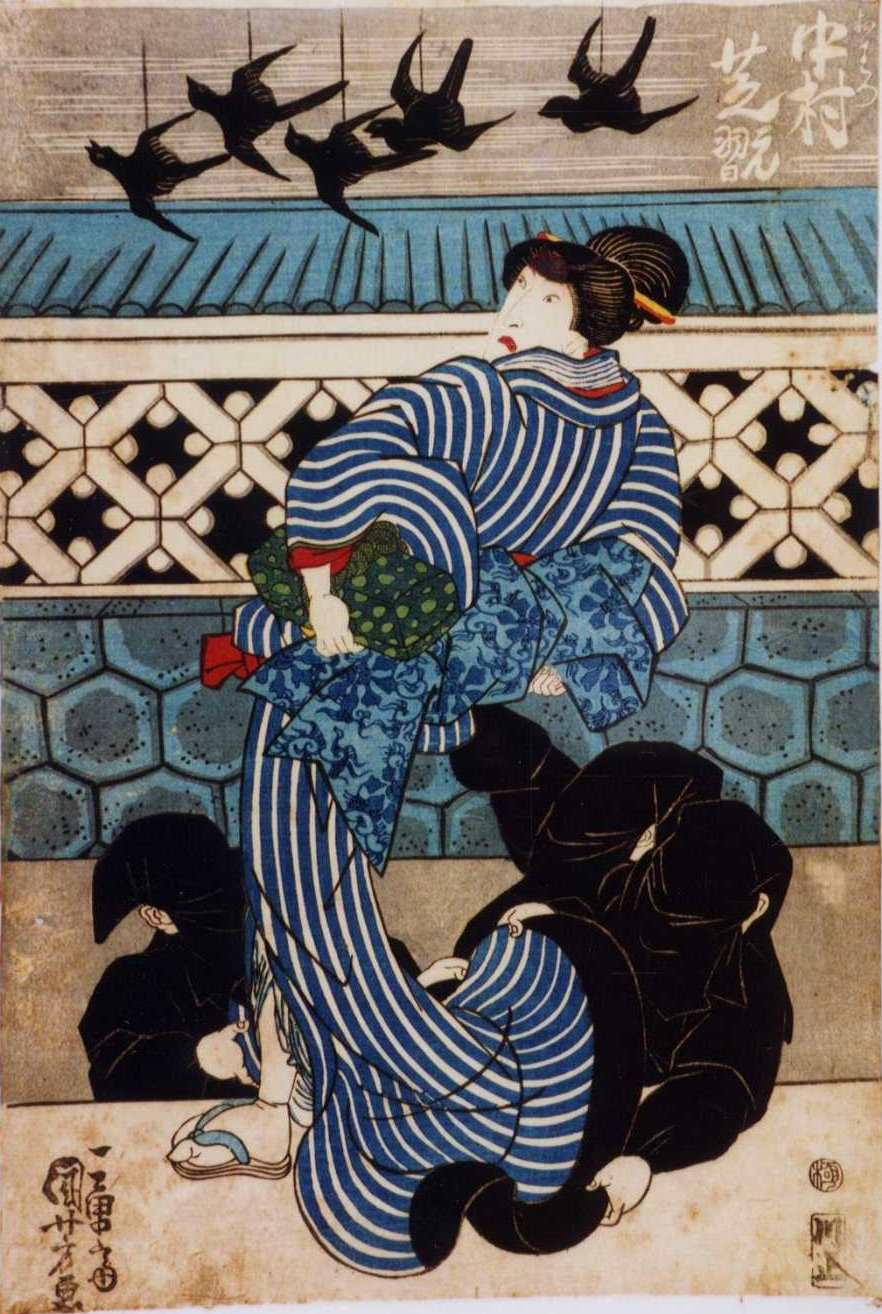
差金と黒衣

- 差金（さしがね） - 舞台に舞い踊る蝶・鳥・人魂などの小道具は、長い黒塗りの竿の先に差した針金にそれらを吊るし、後見や黒衣（後述）がこれを舞台上の物陰から操作したが、この小道具一式を差金と呼んだ[116]。そこから意味が転じて、陰で人をそそのかしたり、入れ知恵したりする者がいると思われる場合に、「あれは誰々の差金に違いない」などと言い表すようになった。
- 黒衣（くろご） - 表には出ないものの、なくてはならない存在。縁の下の力持ち。ただし「黒子」「くろこ」はともに誤用が定着した慣用で、正しい表記は「黒衣」読みは「くろご」。黒装束に黒頭巾を着用し、舞台上で役者の介添や小道具を操作する者のことをいう。
- 黒幕（くろまく） - 歌舞伎の黒幕は通常夜を表すために用いるが[116]、人形浄瑠璃の黒幕は舞台を操る者をその陰に隠すために用いる。そこから歌舞伎でも、舞台裏から影響力を行使して舞台を操る興行主・金主（投資者）・芝居茶屋などのことを「黒幕」と呼ぶようになった。そもそも黒という色に悪の意味を絡ませるのは近代になってからの連想で、当時はむしろ御公議の「幕府」「幕閣」や大相撲の「幕内」などの語にみられるように、「幕」という語には「中に立ち入り難く、様子が見えにくい」という語感があった。ここから「外部の者には実情がよく分からない」という意味で、今日の「政界の黒幕」のような使われ方がされるようになったと考えられている。
- 暗闘（だんまり） - 暗桃とも。登場人物が暗闇のなかにいるという設定で無言で立ち回りを演じること。転じて黙秘することを「黙り」と書いて「だんまり」と呼ぶようになった。
- 二枚目（にまいめ）・三枚目（さんまいめ） - 一座を構成する配役の番付の上で、思慮分別をわきまえた貫禄のある役を務める立役の看板役者を「一枚目」、美男で人気が高い若衆役を務める役者を「二枚目」、面白おかしい役を務める道外方を「三枚目」に掲げていたことが語源。現代でも日常的に用いられる言葉として残っている。
- 幕切れ（まくぎれ）・大詰（おおづめ） - それぞれの場（幕）の終わりに引き幕が閉まることを幕切れ、江戸歌舞伎の一番目の最後の幕を大詰と言った。現在でも「さしもの事件もあっけない幕切れとなった」、「ペナントレースも大詰めを迎えた今週」のように使用される。
- 千両役者（せんりょうやくしゃ） - 名優と呼ばれる歌舞伎役者の収入は1,000両を超えたことから、転じて素晴らしく活躍した人の意味。女形では初代芳澤あやめが正徳年間（1711年 - 1715年）に、立役では二代目市川團十郎が享保6年（1721年）に、初の年給1,000両を得たという。
- 十八番（おはこ、じゅうはちばん） - 市川家が得意演目の歌舞伎十八番の台本を桐の箱に入れて保管したことが語源となっている。
- 歌舞伎症候群（かぶきしょうこうぐん） - 常染色体優性遺伝の遺伝疾患。特有の切れ長の目が歌舞伎役者の化粧を髣髴とさせることから命名された。

## 関連図書
- 赤坂治績『江戸の歌舞伎スキャンダル』朝日新聞社〈朝日新書 067〉、2007年。ISBN 9784022731678。
- 今尾哲也『歌舞伎の歴史』岩波書店〈岩波新書661〉、2000年。ISBN 4-00-430661-2。
- 今尾哲也『歌舞伎をみる人のために』玉川大学出版、1993年。ISBN 9784472094415。
- 古井戸秀夫 編『歌舞伎登場人物事典』河竹登志夫監修、白水社、2006年。ISBN 4-560-03596-2。
- 神山彰『近代演劇の来歴――歌舞伎の「一身二生」』森話社、2006年。ISBN 4-916087-64-X。
- 川添裕『江戸の大衆芸能――歌舞伎・見世物・落語』青幻舎〈大江戸カルチャーブックス第9巻〉、2008年。ISBN 4-86152-145-9。
- 『日本の伝統芸能講座 舞踊・演劇』国立劇場 企画・編、淡交社、2009年。ISBN 9784473035301。
- 佐藤孔亮『歌舞伎にみる日本史』小学館、1999年。ISBN 9784093860208。
- 中村哲郎『歌舞伎の近代――作家と作品』岩波書店、2006年。ISBN 4-00-022466-2。
- 服部幸雄『大いなる小屋――近世都市の祝祭空間』平凡社、1986年。ISBN 458226011X。
- 藤田洋『歌舞伎の事典 演目ガイド181選』新星出版社〈カラー版徹底図解〉、2008年。ISBN 9784405071070。
- 藤田洋『歌舞伎・主人公百選』たちばな出版、2008年。ISBN 9784813320975。
- 和田修; 国立劇場「第8章 歌舞伎の成立と発展I--3つの俗説を検証する」『日本の伝統芸能講座 舞踊・演劇』淡交社、2009年。ISBN 9784473035301。
- 児玉絵里子『初期歌舞伎・琉球宮廷舞踊の系譜考―三葉葵紋、枝垂れ桜、藤の花―』錦正社、2022年。ISBN 9784764601468。
- 今尾哲也『河竹黙阿弥 : 元のもくあみとならん』ミネルヴァ書房〈ミネルヴァ日本評伝選〉、2009年。ISBN 978-4-623-05491-6。
- 「元禄期の江戸の舞台」『江戸歌舞伎集』岩波書店〈新日本古典文学大系96　1997〉。
- 生田耕作、坂井輝久『洛中洛外漢詩紀行』人文書院、1994年。
- 岡本勝、雲英末雄『新版近世文学研究事典』おうふう、2006年2月、400頁。
- 盛田嘉徳『中世賤民と雑芸能の研究』雄山閣出版、1994年2月5日。ISBN 9784639004363。
- 須永朝彦「世界 ― 予め設定される時間と人物」『歌舞伎ワンダーランド』新書館、1990年。

### 歌舞伎舞台、劇場建築史

#### 単行本
- 図師嘉彦『日本の劇場回顧』相模書房、1947年。
- 吉田暎二『吉田暎二著作集 歌舞伎絵の研究』緑園書房、1963年。
- 後藤慶二『日本劇場史』岩波書店、1925年。

#### 雑誌
- 後藤慶二「劇場の話」『建築工芸誌』、建築工芸社、1913年。
- 明石一夫「江戸時代の劇場」『建築世界』、建築世界社、1915年。
- 後藤慶二「横断劇場舞台建築史」『中央建築』、中央建築社、1923年。